# الهندوسية
الهندوسيّة أو الهندوكية وتُسَمَّى أيضاً البراهمية، هي ديانة دارمية قومية غير تبشيرية تُشكل معتقدات وثقافة الشعب الهندي، وهي ثالث أكبر ديانة في العالم بعد المسيحية و‌الإسلام، مع أكثر من 1.2-1.35 مليار مُتبع، أو 15-16٪ من سكان العالم، والمعروفين باسم الهندوس أو البراهمة. وهي الديانة السائدة في الهند ونيبال وموريشيوس وفي بالي بإندونيسيا، وتوجد أعداد كبيرة من المجتمعات الهندوسية في بلدان أخرى، وهي مجموعة من العقائد والتقاليد التي تشكلت عبر مسيرة طويلة من القرن الخامس عشر قبل الميلاد إلى وقتنا الحاضر، وهي لا تنتسب إلى مؤسس محدد شخصياً وإنما تشكلت عبر امتداد كثير من القرون، أحد أصولها المباشرة هي ديانة فيدا التاريخية منذ هند العصور الحديدية، ولذلك فكثيراً ما يطلق عليها أقدم ديانة حية في العالم وتضم الديانة الهندوسية القيم الروحية والخُلقية إلى جانب المبادئ القانونية التشريعية والتنظيمية متخذة عدة آلهة بحسب الأعمال المتعلقة بها، فلكل منطقة إله ولكل عمل أو ظاهرة إله وأبرز الآلهة التي يعبدونها موجودين في الثالوث الهندوسي الذي يضم ثلاثة آلهة براهما الخالق وفيشنو الحافظ وشيفا المدمر. وأحد التصنفيات المنهجية للنصوص الهندوسية هي النصوص الشروتية (الإلهام)، والنصوص السيريتية (المحفوظ). وتناقش هذه النصوص اللاهوت، الفلسفة، الأساطير، وطقوس وبناء المعابد. وأحد النصوص العظمى الفيدا، الأبانيشاد، البوراناس، رامايانا، البهاغافاد غيتا، و‌الآجاما.

## أصل مصطلح الهندوسية

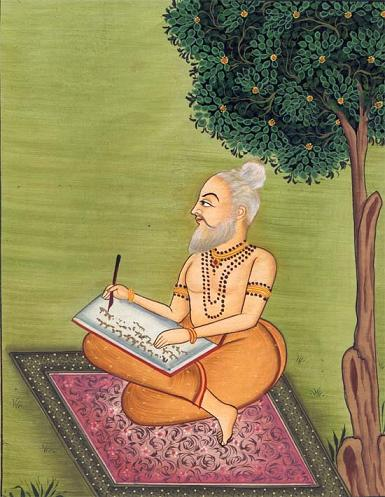
فالميكي، معاصر لراما، يؤلف الرامايانا

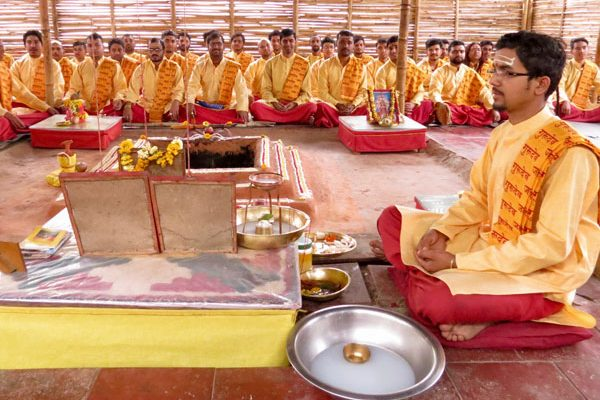
كهنة هندوس يمارسون اليوغا.

كلمة «هنْدُو» (بكسر الهاء) هي كلمة فارسية الأصل، ما كانت هذه الكلمة الديانة الهندوسية بل استعملها الفرس للإشارة إلى القوم الذين يسكنون ما وراء نهر السند في الجزء الشمالي الغربي من شبه القارة الهندية، وأول ذِكْرٍ لها كان في الريجفدا.
والهندوسية (بالهندية: فرناشرمَ) تعني النظام الاجتماعي (فَرْنَ) الرباعي والروحي (آشْرَمَ) الرباعي، وباللغة السنسكريتية (دَيْوَناغَرِي:हिंदू धर्म) تعني لغة الملائكة، وهي اللغة التي دونت بها الفيدا، وشروحها (بورانات) التي تحمل كل منها اسم الحكيم، وعددها 18، بالإضافة إلى مهابهارت ويعني تاريخ الهند الكبرى ورامايانا، ويعادلان الإلياذة عند الإغريق.
سلّم المولى براهما الفيدا إلى ولده نارد موني الذي سلمها إلى مريده فياس دف الذي دونها منذ 5000 بعد أن كانت مشافهة وهو كبير مراجع الفيدا وبعد أن صنفها إلى أربعة أوكلها إلى مريديه الذين عملوا على نشرها في الأرض.

## التعددية

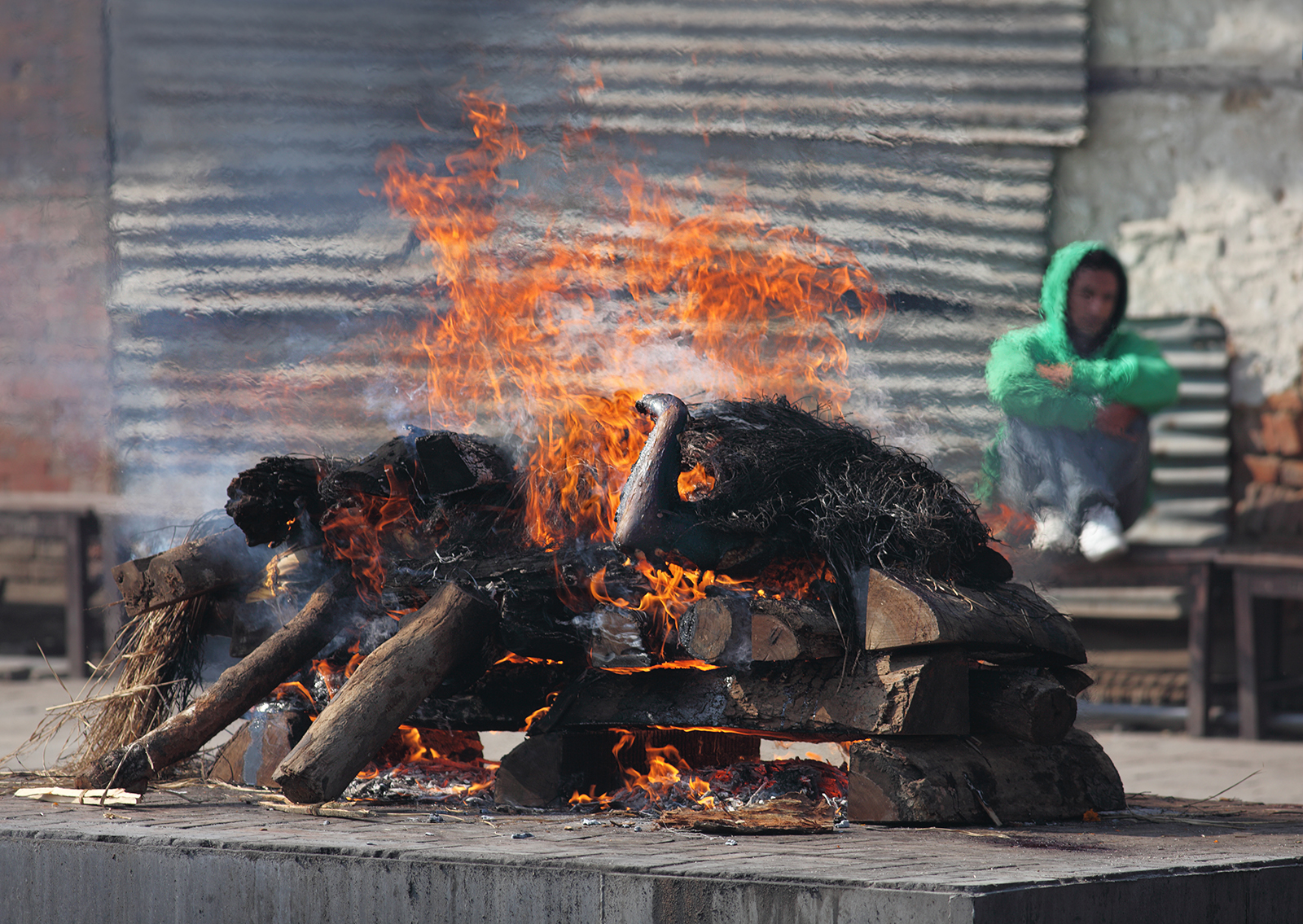
حرق جثث الموتي في معبد هندوسي في نيبال.

وللهندوسية مشكلةٌ في تعريفها، إذ لها أكثر من مؤسس فليس الطريق طريقًا واحدًا للخلاص بل تتعدد أهدافها تبعا للاجزاء المختلفة في النص التي كُتبت على مر العصور

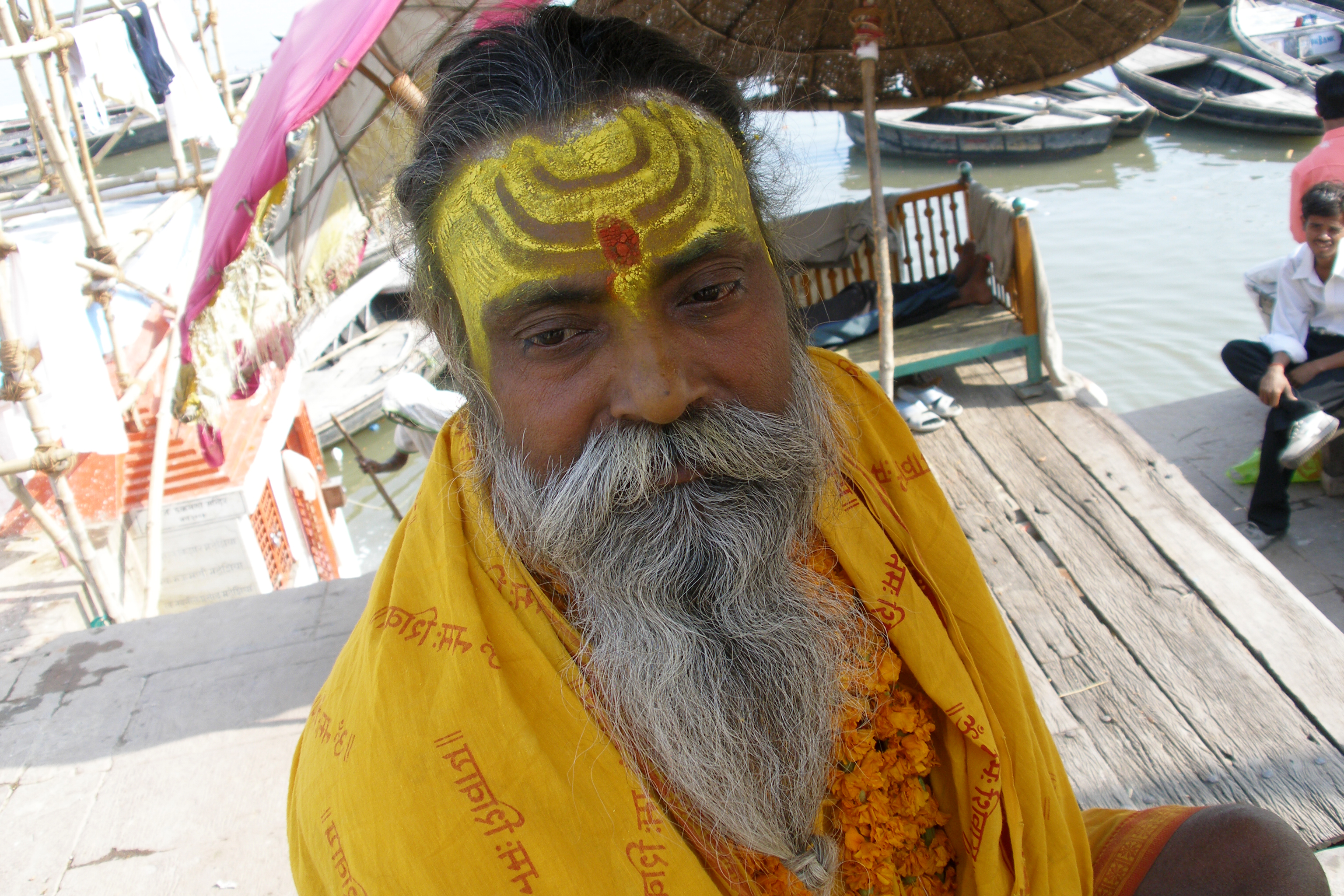
الغورو هو رجل الدين في الهندوسية ويعني "المعلم" في اللغة السنسكريتية.

نقلا بالنص عن المحكمة العليا بالهند «الديانة الهندوسية لا تتبع نبيا بعينه، لا تعبد إله واحد، لا تؤمن بمفهوم فلسفي واحد، لا تتبع نمطاً موحداً للشعائر الدينية، في الواقع لا تمثّل المظاهر المتعارف عليها للأديان، إنما هي أسلوب حياة» يقول أيضا نائب رئيس الهند سارفيبالي راداكريشنان «أن الهندوسية لا يمكن تعريفها، يمكن فقط اختبارها»
و هذا يجعل تعريفَ الهندوسية بأنها ديانة صعبًا على المعايير الغربية.

## التاريخ

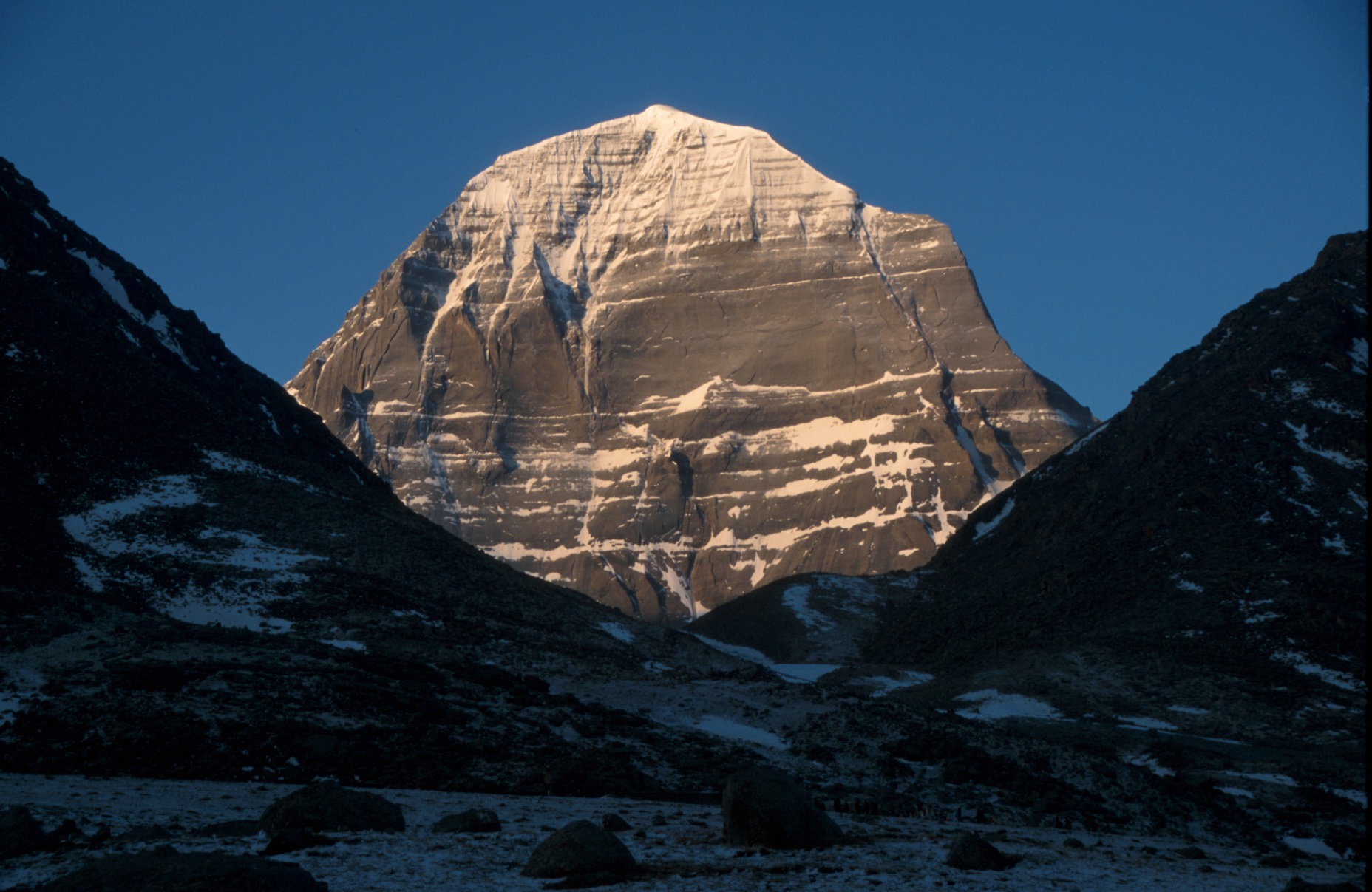
يعتبر جبل كيلاش المقدس في التبت المسكن الروحي للإله شيفا

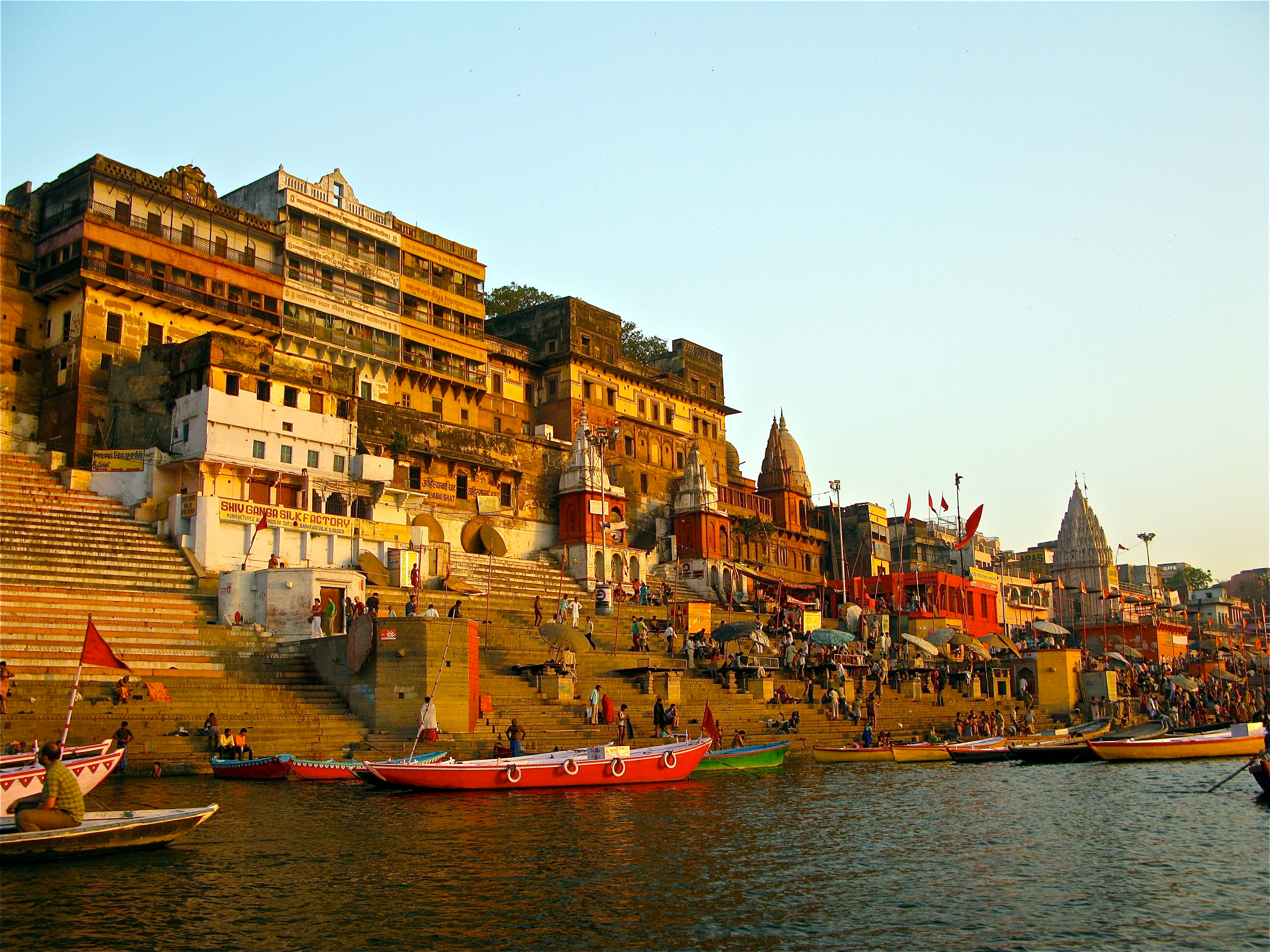
السباحون الصباحيون في نهر الغانج في فاراناسي، الهند.

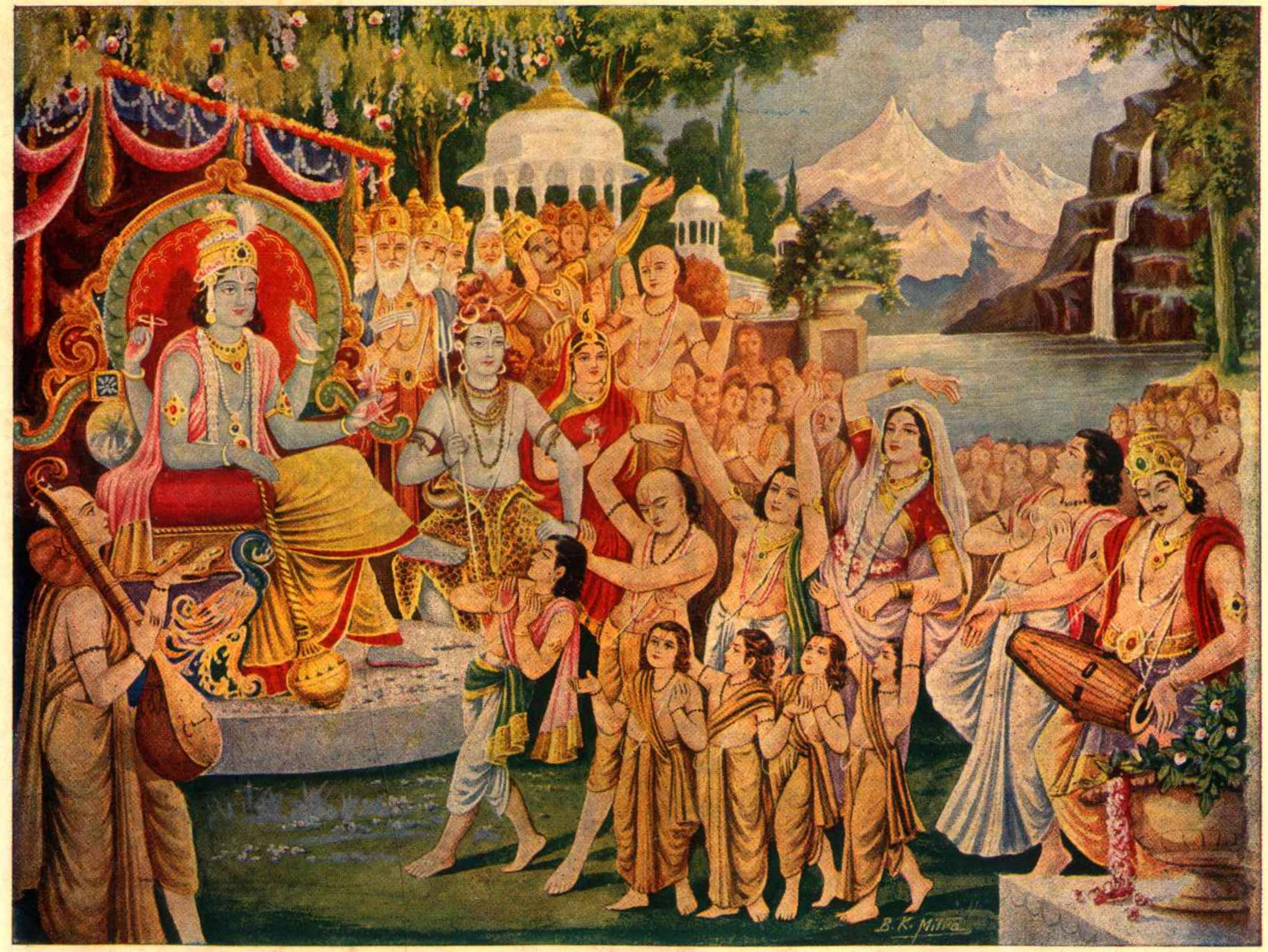
هندوس يرددون ترانيم هندوسية أمام بانثيون الألهة.

أوّل دليل على وجود دين في الهند كان في فترة ما قبل التاريخ إلى أواخر العصر الحجري الحديث (5500–2600 ق.م). أما معتقدات وشعائر الفترة الكلاسيكية المبكرة فتسمى الديانة الفيدية التاريخية، هذه الديانة يظهر فيها تأثر ها بالديانة الهندوأوروبية البدائية، وأقدم فيدا هي الريجفدا ويرجع تاريخها من 1700- 1100 ق. م، وهي مركز الفيدات لآلهة مثل إندرا، فارونا، آجني، وفي طقوس السومية. وطقوس تضحيات النار ياينا تغنّى بترانيم فيدية لكن بدون معبد أو تماثيل.

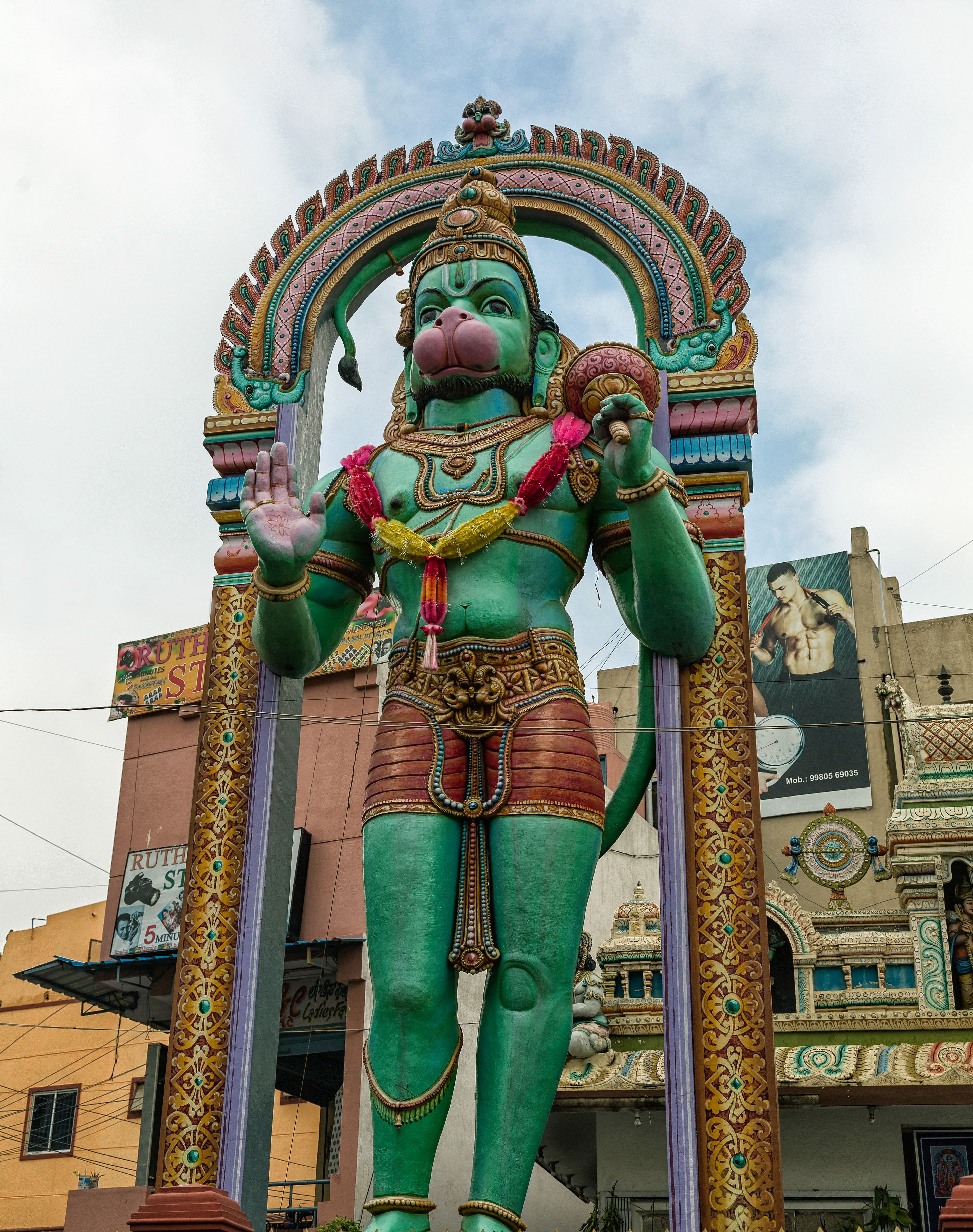
هانومان (الإله القرد الهندوسي) هو إله المال وأحد أكثر الشخصيات شهرة وعبادة في الديانة الهندوسية.

ثم في القرنين الثامن والتاسع قبل الميلاد تكوّنت الأوبانيشادية الأولى،:183. والأوبانيشاد هي الأساس النظري للهندوسية الكلاسيكية وتسمى فيدانتا (وهي ختام الفيدا)، وقد هاجمت الأوبانيشاد التكثيف المتزايد للطقوس، ثم وُلِّفَت هذه التضاربات الواحدية (نسبة للمذهب الواحدي monistic) في إطار إيماني في المخطوطة الهندوسية المقدسة بهاغافاد غيتا. والملاحم السنسكريتية العُظمى رامايانا ومهابهاراتا جُمِعَتْ على فترات طويلة أثناء أواخر قرون ما قبل الميلاد وبداية القرون الميلادية، وهي تحوي قصصاً عن حكام وحروب الهند القديمة، وتخللها أطروحات دينية وفلسفية. وكتاب برواناس المتأخر يحوي حكايات عن الديفا والديفيز وتفاعلها مع الإنسان وحروبه ضد الراكشاسا.
والتمدّن المتزايد في الهند في القرنين 7 و 8 ق.م أدّى إلى زيادة حركات زُهدية أو ما يعرف بالشارمانا، والتي تحدّت منهجية الطقوس. وكان ماهافيرا (حوالي 549 - 477 ق.م)، مؤيد الجاينية وبوذا (حوالي 563- 483م) مؤسس البوذية من أبرز أيقونات تلك الحركة.
وأُطلق المصطلح في البداية على تلك المفاهيم الدينية للهندوس وعُرفت تلك المفاهيم بالتالي بالهندوسية - ديانة الهندوس. والهندوسي هو من يؤمن بالفلسفات الواردة في أسفار الـ "فيدا"، وتقول فلسفة الفيدا بالوحدة البائنة أي أن الله وسائر الأحياء من نوع واحد (برهمن) لكنهم آحاد (آتماز). يتجلّى الله في ثلاثة وجوه: برهمن اللاشخصي وبرماتما (الذات العليا) وبهجفان (الغني) بينما سائر الأحياء شقوقه، وتقول الفيدا بأنّ لله ثلاثة قدرات: الباطنية (الروحية) والخارجية (المادية) والبينية (الأحياء)، ومعنى ذلك أنّ الوجود مؤلف من الله المقتدر وقدراته، بالنسبة للهندوس هو عملية البحث عن الذات الروحية وتبينها عن المادة، ولا تنادي الهندوسية بالبحث عن الخلاص أو إنقاذ الروح، فالروح سليمة وليست بحاجة لخلاص أو إنقاذ، فكل ما يحتاجه الإنسان هو فهم اختلاف الجسم المادي وذاته الروحية.
الـفيدانتا (واختصارها الفيدا) هي موجز الاوبانيشدات. كلمة فيدا تعني العلم وكلمة انتا تعني حد العلم، وتنص الفيدانتا انّ عملية البحث عن الذات (الوصول إلى الآلهة) يمكن أنْ تكون بطرق عديدة، سبل تحقيق الذات هي اليوجا أو اليوغا وهي عدة أشكال تقصد التحكم بالعقل والحواس قبل العثور على الذات العليا (برماتما) داخل القلب، وترسم اليوجا ثلاثة دروب: كرم يوجا وغيان يوجا وبهكتي يوجا
فأما كرم يوجا: فهي درب العمل الصالح المتمثل بالطقوس الدينية المشتملة على تقديم القرابين إلى الملائكة ابتغاء دخول جنانهم، وأما غيان يوجا: فهي درب العلم التخميني ابتغاء التوحد بالآلهة، وأما غيان يوجا: فهي درب التتيم بحب الآلهة.
أطلق «سمارت» على فترة ما بين 1000 ق.م و 100 م بالفترة (ما قبل الكلاسيكية) وتعتبر الفترة التكوينية للأبيشاند (الفيدات)، البراهيمية، الجاينية والبوذية. تتبعها الفترة (الكلاسيكية) من 100 م إلى 1000 م ويصاحبها ازدهار الهندوسية والبوذية في الهند
أمّا عن «مويسيه» فأطلق على الفترة ما بين 800 ق.م إلى 200 ق.م بالفترة (الكلاسيكية) ويراها كفترة إعادة تقييم للعادات والمعتقدات. فالبراهميين وشعائرهم لم يعد عليها نفس الإقبال كالفترة الفيدية ويقول أيضا ان بعض مفاهيم الديانة الهندوسية مثل الكارما، التناسخ والاستنارة الشخصية والتي لم يكن متعارف عليها في الفترة الفيدية تطورت في الفترة الكلاسيكية.

## التصنيف

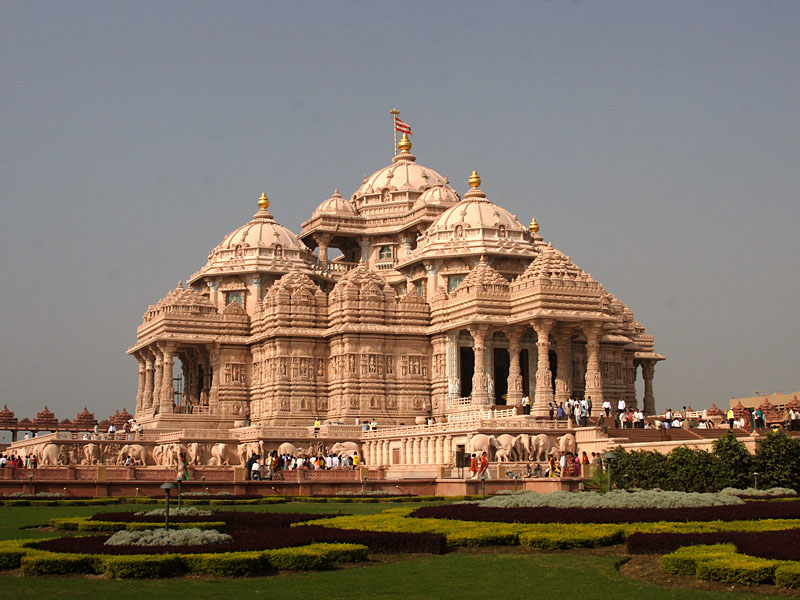
معبد شواميناريان أكشردهام بدلهي، وفقاً لموسوعة جينيس فهو أكبر المعابد الهندوسية

الهندوسية كما نعرفها اليوم تُقَسَّم إلى عدة تيارات، ومن بين الفلسفات الست التاريخية لم يبق منها إلا مدرستين وهما: فيدانتا واليوجا. والتقسيمات الهندوسية اليوم هي: الشيفية، الفايشناتية، الإسماريتية، الشيكية.
- الهندوسية الشعبية، التي أخذت من التقاليد المحلية ومعتقدات الآلهة المحليين، وترجع إلى فترة ما قبل التاريخ أو على الأقل سابقة لكتب الفيدا المكتوبة
- الشروتية
- اليوجا
- البهاكتي

تقبل الهندوسية أيضًا العديد من الكائنات الإلهية، حيث يعتبر العديد من الهندوس الآلهة هي جوانب أو مظاهر لحقيقة مطلقة أو مطلقة غير شخصية أو إله، بينما يؤكد بعض الهندوس أن إلهًا معينًا يمثل الإله الأعلى وأن الآلهة المختلفة هي مظاهر أقل لهذا الإله الأعلى. تشمل الخصائص البارزة الأخرى الإيمان بوجود آتمان (الذات)، وتناسخ الذات، والكارما، بالإضافة إلى الإيمان بالدارما (الواجبات والحقوق والقوانين والسلوك والفضائل وطريقة العيش الصحيحة)، على الرغم من أن يوجد اختلاف، مع عدم اتباع البعض لهذه المعتقدات.

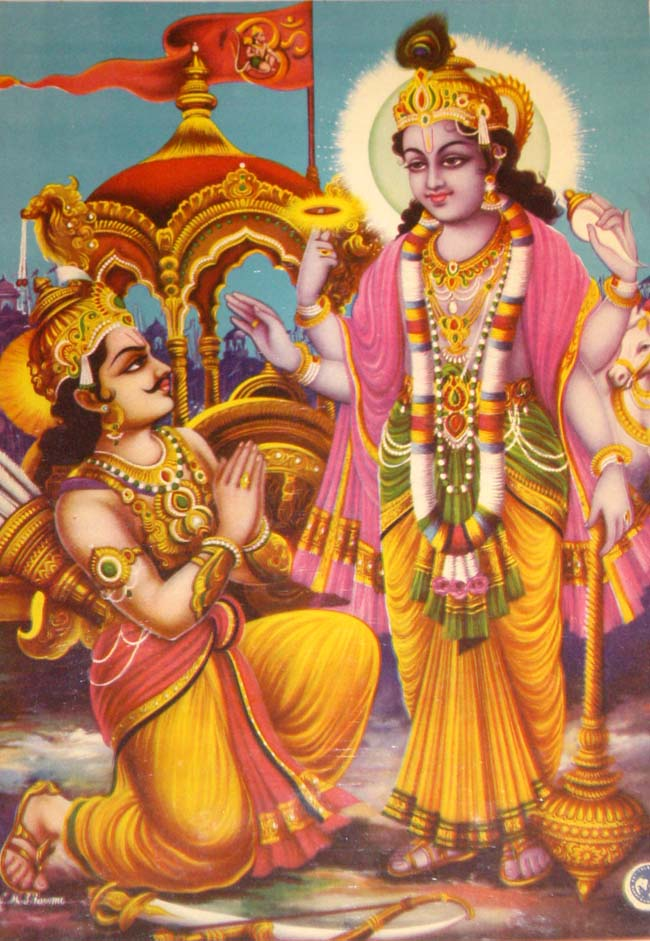
الإله الهندوسي كريشنا.

يصنف ماكدانيال (2007) الهندوسية إلى ستة أنواع رئيسية والعديد من الأنواع الثانوية، من أجل فهم التعبير عن المشاعر بين الهندوس. الأنواع الرئيسية، وفقًا لماكدانيال، هي الهندوسية الشعبية، استنادًا إلى التقاليد المحلية وعبادات الآلهة المحلية وهي أقدم نظام غير متعلم؛ الهندوسية الفيدية المستندة إلى أقدم طبقات الفيدا التي يمكن إرجاعها إلى الألفية الثانية قبل الميلاد؛ الهندوسية الفيدانتية المبنية على فلسفة الأوبنشاد، بما في ذلك أدفايتا فيدانتا، التي تؤكد على المعرفة والحكمة؛ الهندوسية اليوغية، تتبع نص اليوغا سوترا باتانجالي التأكيد على الوعي الاستبطاني؛ الهندوسية الدارمية أو "الأخلاق اليومية"، والتي يقول ماكدانيال إنها تم تصويرها في بعض الكتب على أنها "الشكل الوحيد للدين الهندوسي الذي يؤمن بالكارما والأبقار والطائفة"؛ والبهاكتي أو الهندوسية التعبدية، حيث يتم دمج المشاعر الشديدة بشكل متقن في السعي وراء الروحانيات.
يميز مايكلز بين ثلاث ديانات هندوسية وأربعة أشكال من التدين الهندوسي. الديانات الهندوسية الثلاث هي "الهندوسية البرهمانية السنسكريتية"، و"الديانات الشعبية والديانات القبلية"، و"الديانات المؤسسة". الأشكال الأربعة للتدين الهندوسي هي "كارما مارجا" الكلاسيكية، جنانا مارجا، بهاكتي مارجا، و"البطولة"، المتجذرة في التقاليد العسكرية . تشمل هذه التقاليد العسكرية الراماية (عبادة بطل الأدب الملحمي، راما، معتقدين أنه تجسيد لفيشنو) وأجزاء من الهندوسية السياسية ."البطولة" تسمى أيضًا فيريا مارجا. وفقًا لمايكلز، ينتمي واحد من كل تسعة هندوس بالولادة إلى أحد أو كليهما من الهندوسية البرهمانية السنسكريتية وتصنيف الديانات الشعبية، سواء أكان ممارسًا أم لا. يصنف معظم الهندوس على أنهم ينتمون باختيارهم إلى إحدى "الديانات المؤسسة" مثل الفيشنافية والشيفية التي تركز على الموكشا وغالبًا ما تقلل من التركيز على السلطة الكهنوتية للبراهمي ولكنها تتضمن قواعد طقوس الهندوسية البرهمانية السنسكريتية. وهو يُدرج من بين "الأديان المؤسسة" البوذية ، والجاينية ، والسيخية التي أصبحت الآن ديانات متميزة،بالإضافة إلى العديد من " معتقدات المعلم " والحركات الدينية الجديدة مثل مهاريشي ماهيش يوغي و إسكون.
يذكر إندن أن محاولة تصنيف الهندوسية عن طريق التصنيف بدأت في العصر الإمبراطوري، عندما سعى المبشرون التبشيريون والمسؤولون الاستعماريون إلى فهم الهندوسية وتصويرها من خلال اهتماماتهم. تم تفسير الهندوسية على أنها لا تنبثق من سبب روحي بل من الخيال والخيال الإبداعي، وليست مفاهيمية ولكنها رمزية، وليست أخلاقية ولكنها عاطفية، وليست عقلانية أو روحية ولكن من التصوف المعرفي. يقول إندن إن هذه الصورة النمطية اتبعت وتناسبت مع الضرورات الإمبراطورية للعصر، مما يوفر المبرر الأخلاقي للمشروع الاستعماري. من الروحانية القبالية إلى البوذية، تم تصنيف كل شيء كجزء من الهندوسية. حددت التقارير المبكرة التقليد والمقدمات العلمية لتصنيف الهندوسية، بالإضافة إلى الافتراضات الرئيسية والافتراضات الخاطئة التي كانت في أساس علم الهند. الهندوسية، وفقًا لإيندن، لم تكن كما صورها المتدينون الإمبراطوريون، كما أنه ليس من المناسب مساواة الهندوسية بأنها مجرد وحدة الوجود الأحادية والمثالية الفلسفية لأدفايتا فيدانتا.

### آراء هندوسية

#### ساناتانا دارما

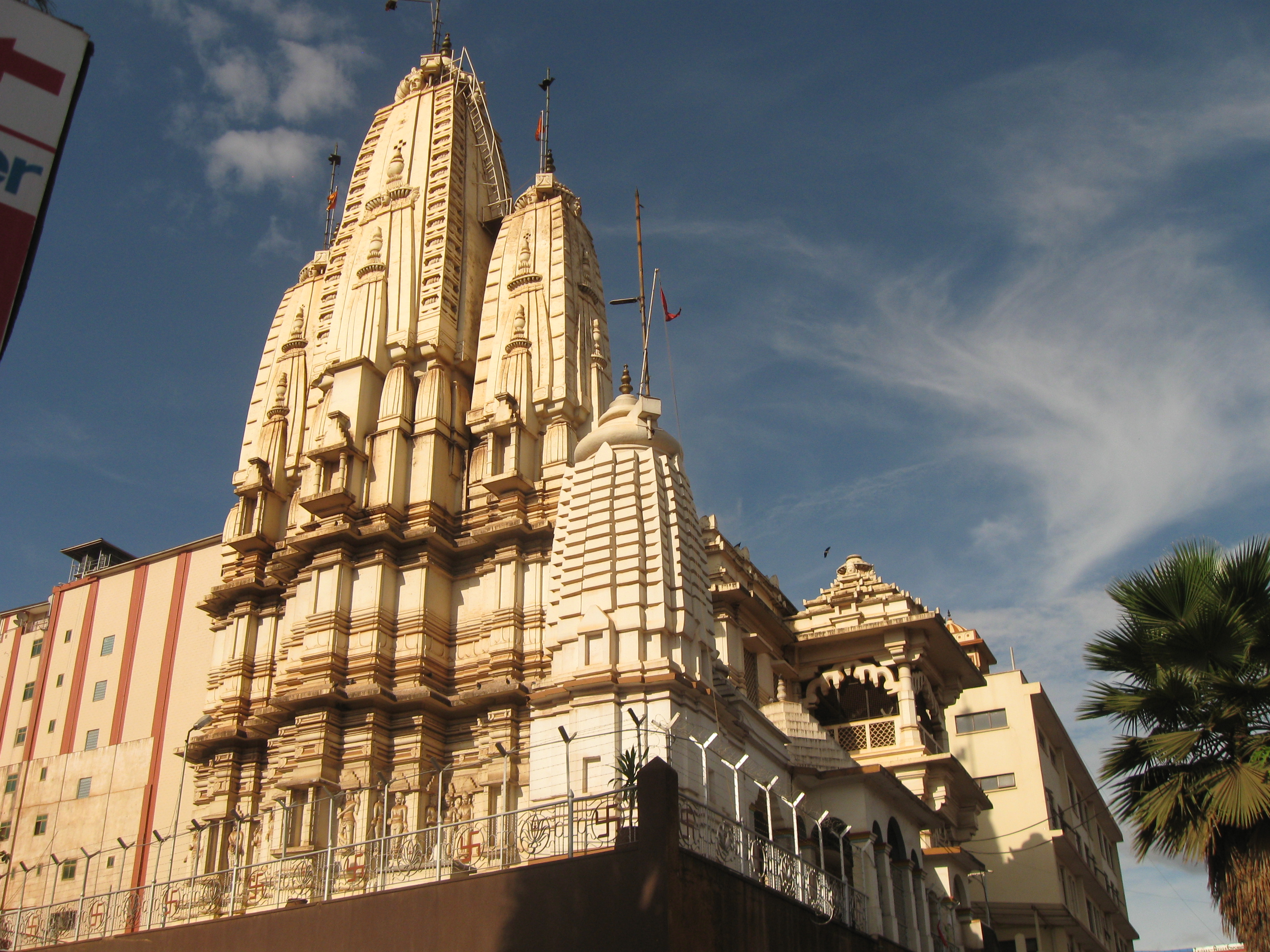
معبد شري ساناتانا دارما (كمبالا)

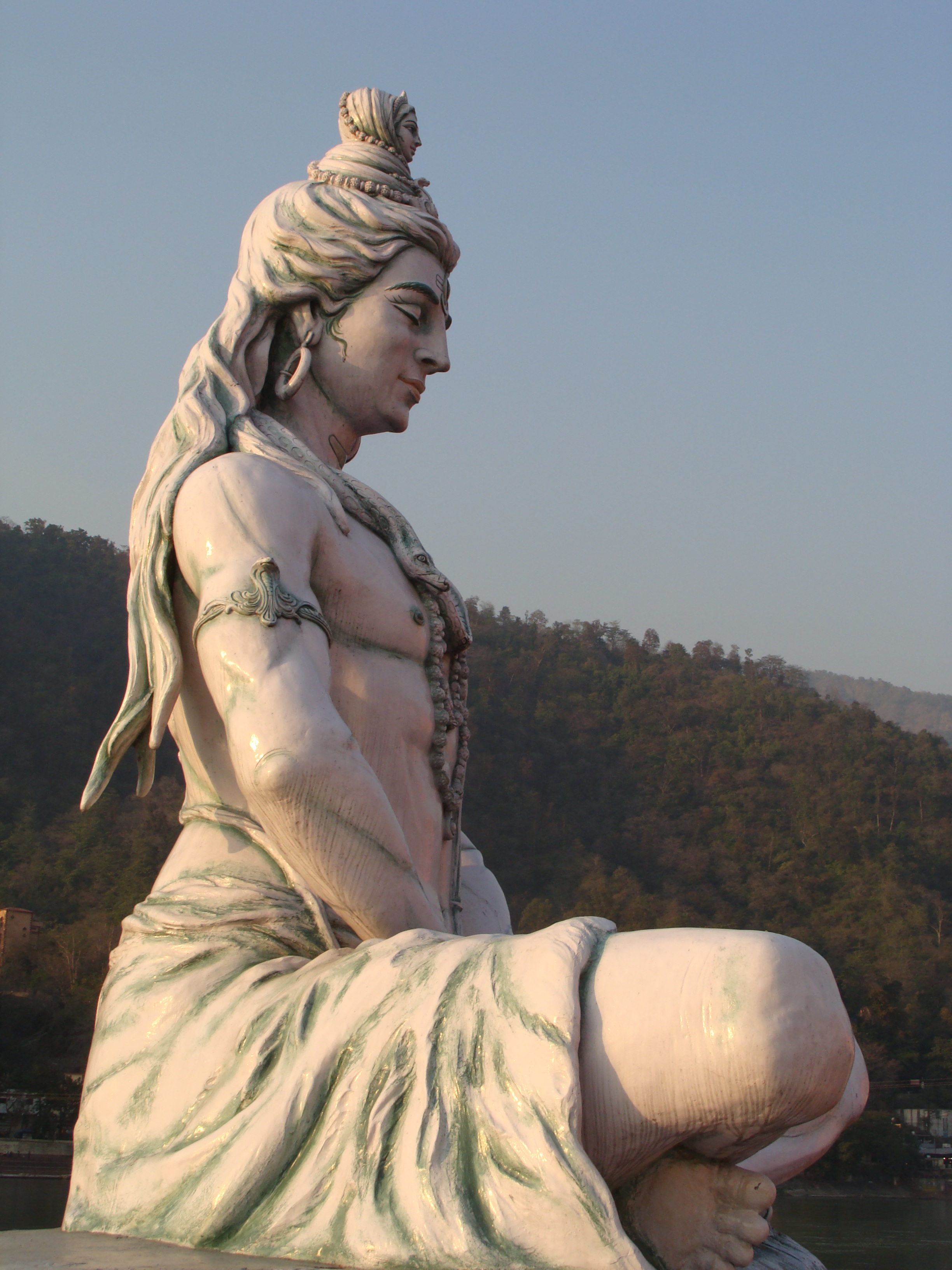
تمثال الإله شيفا المدمر أحد جوانب (الثالوث الهندوسي.)

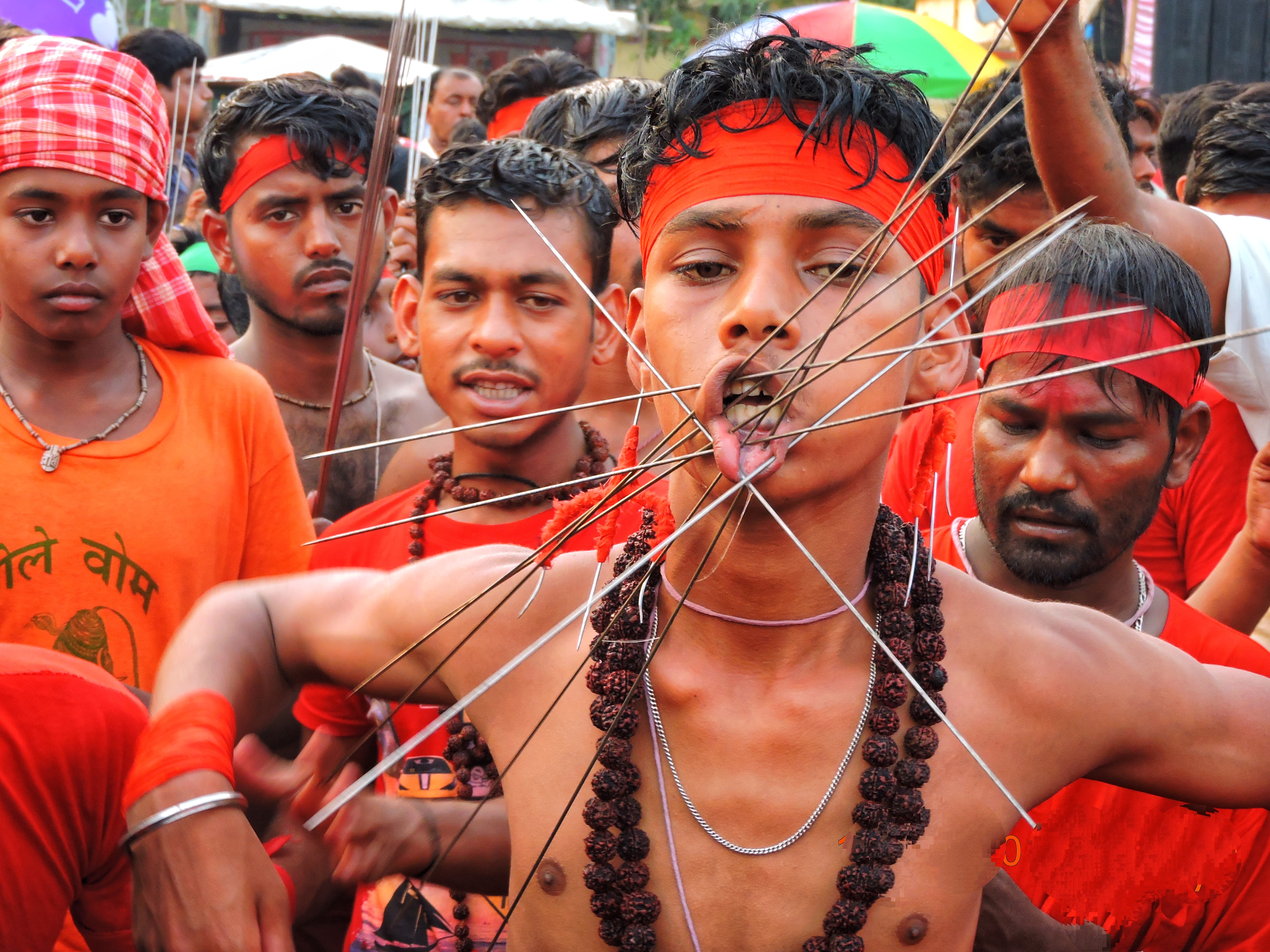
مهرجان الإله شيفا في ولاية البنغال الغربية الهندية وجنوب بنغلاديش.

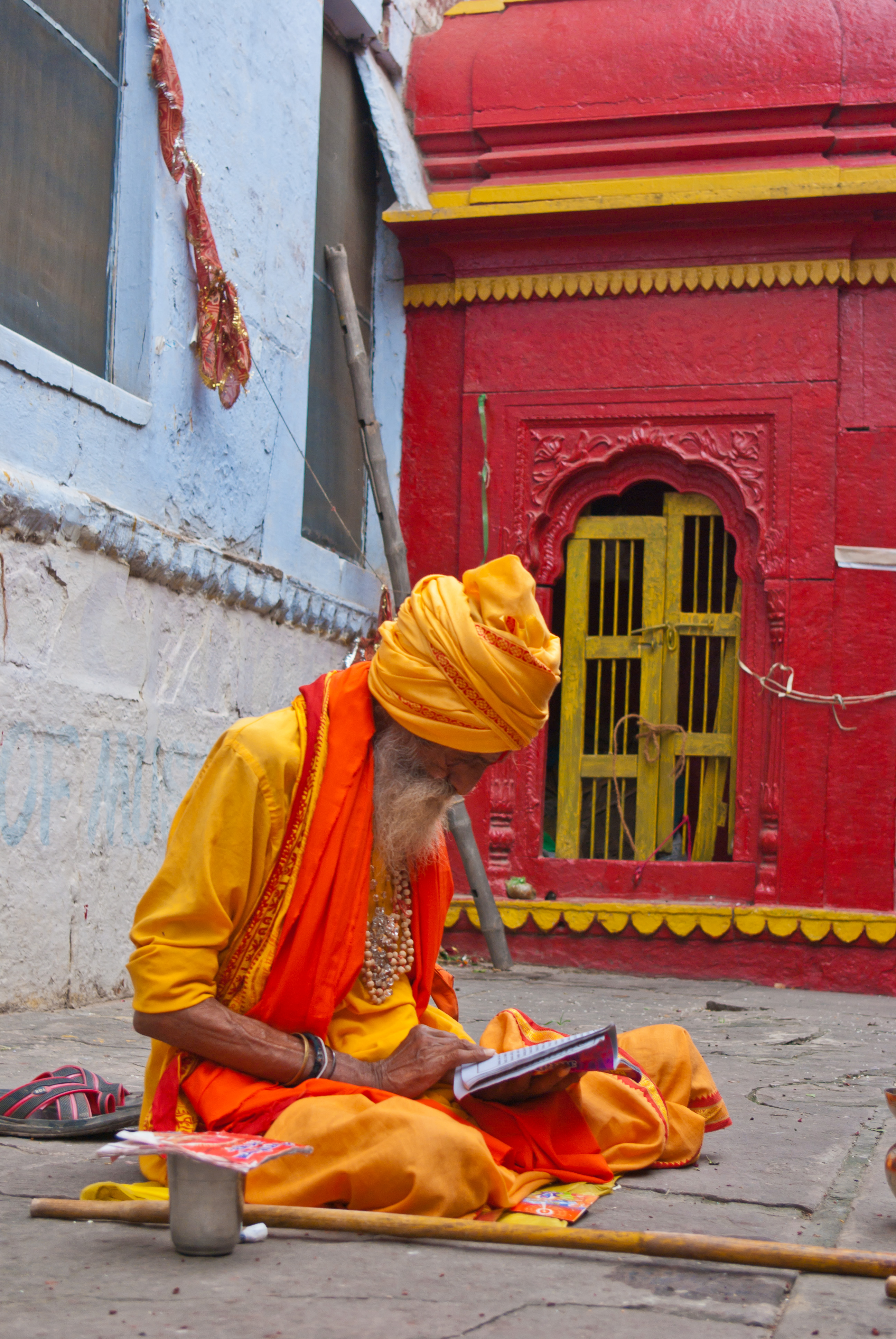
راهب سنياسي في معبد باسوباتيناث.

بالنسبة لأتباعها، تعتبر الهندوسية طريقة حياة تقليدية. يشير العديد من الممارسين إلى الشكل "الأرثوذكسي" للهندوسية باسم ساناتانا دارما، أو "القانون الأبدي" أو "الطريق الأبدي". يعتبر الهندوس أن عمر الهندوسية هو آلاف السنين. التسلسل الزمني البوراني ، الجدول الزمني للأحداث في التاريخ الهندي القديم كما رواه ماهابهاراتا ، ورامايانا ، وبوراناس ، يتصور أن التسلسل الزمني للأحداث المتعلقة بالهندوسية يبدأ قبل 3000 قبل الميلاد. الكلمة السنسكريتية دارما لها معنى أوسع بكثير من الدينوليس ما يعادلها. جميع جوانب الحياة الهندوسية، أي اكتساب الثروة (آرثا)، وتحقيق الرغبات (كاما)، وتحقيق التحرر (موكشا)، هي جزء من دارما، التي تلخص "طريقة العيش الصحيحة" والمبادئ المتناغمة الأبدية في تحقيقها.
وفقًا لمحرري الموسوعة البريطانية، أشارت سانتانا دارما تاريخيًا إلى الواجبات "الأبدية" المقررة دينيًا في الهندوسية، وهي واجبات مثل الصدق، والامتناع عن إيذاء الكائنات الحية (أهيمسا)، والنقاء، وحسن النية، والرحمة، والصبر، والتسامح، واحترام الذات. والجود والكرم والزهد. تُطبق هذه الواجبات بغض النظر عن الطبقة أو الطائفة الهندوسية، وتتناقض مع سفادارما، "واجب الفرد"، وفقًا لطبقة الفرد أو طائفته (فارنا) والمرحلة في الحياة (بوروارثا). في السنوات الأخيرة، تم استخدام هذا المصطلح من قبل القادة الهندوس والإصلاحيين والقوميين للإشارة إلى الهندوسية. أصبحت ساناتانا دارما مرادفًا للحقيقة "الأبدية" وتعاليم الهندوسية، التي تتجاوز التاريخ وهي "لا تتغير وغير قابلة للتجزئة وغير طائفية في النهاية".
وفقًا لعلماء آخرين مثل كيم نوت وبريان هاتشر، تشير ساناتانا دارما إلى "مجموعة الحقائق الأبدية والخالدة" وهذه هي الطريقة التي ينظر بها الهندوس إلى أصول دينهم. ويُنظر إليها على أنها تلك الحقائق والتقاليد الأبدية ذات الأصول التي تتجاوز التاريخ البشري، وهي حقائق تم الكشف عنها إلهيًا ( شروتي ) في الفيدا - أقدم الكتب المقدسة في العالم. بالنسبة للعديد من الهندوس، فإن المصطلح الغربي "الدين" إلى الحد الذي يعني فيه "عقيدة ومؤسسة يمكن إرجاعها إلى مؤسس واحد" غير مناسب لتقاليدهم، كما يقول هاتشر. الهندوسية بالنسبة لهم هي تقليد يمكن إرجاعه على الأقل إلى العصر الفيدي القديم.

#### فيديكا دارما

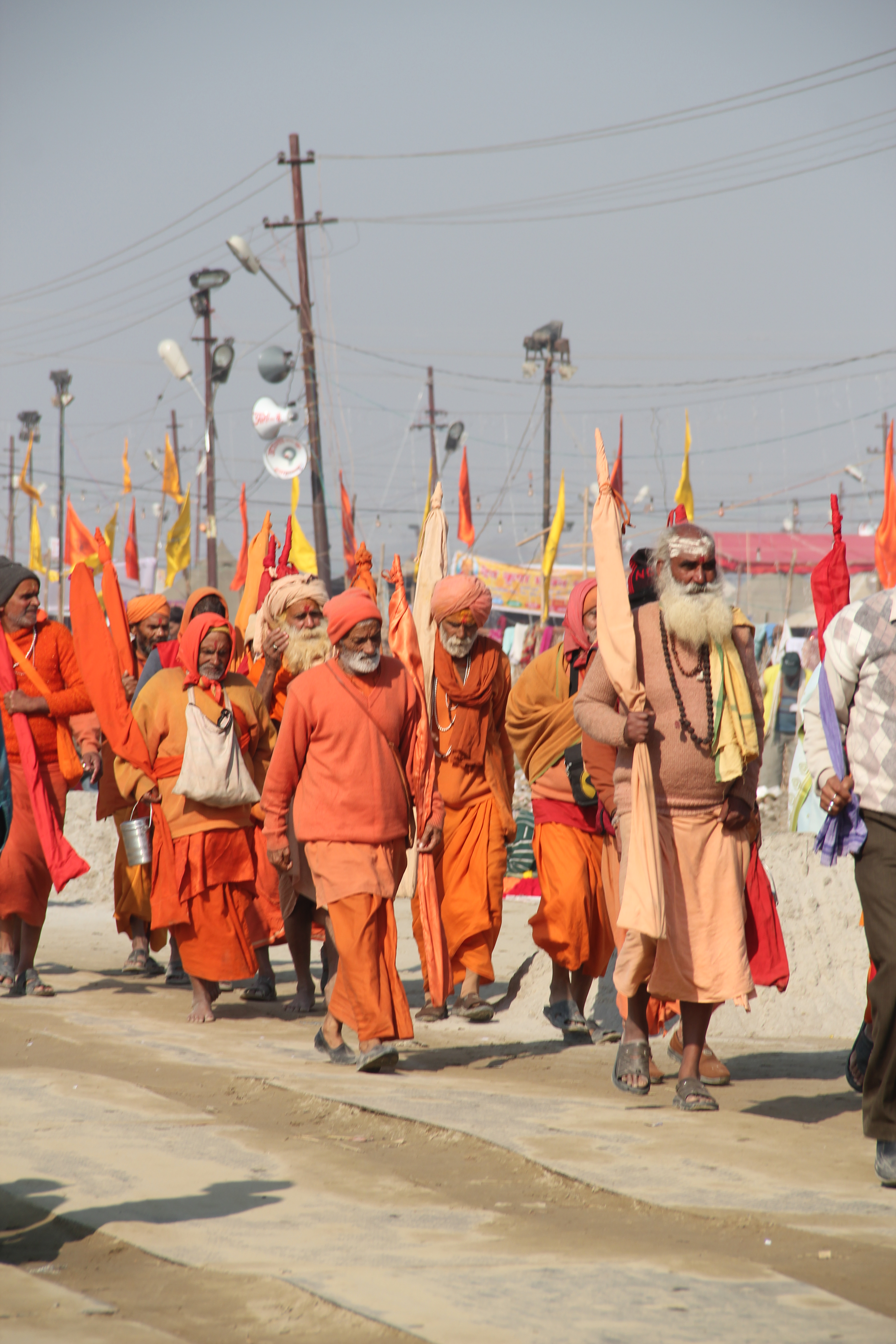
رهبان هندوس يسيرون في طريقهم إلى كومبه ميلا.

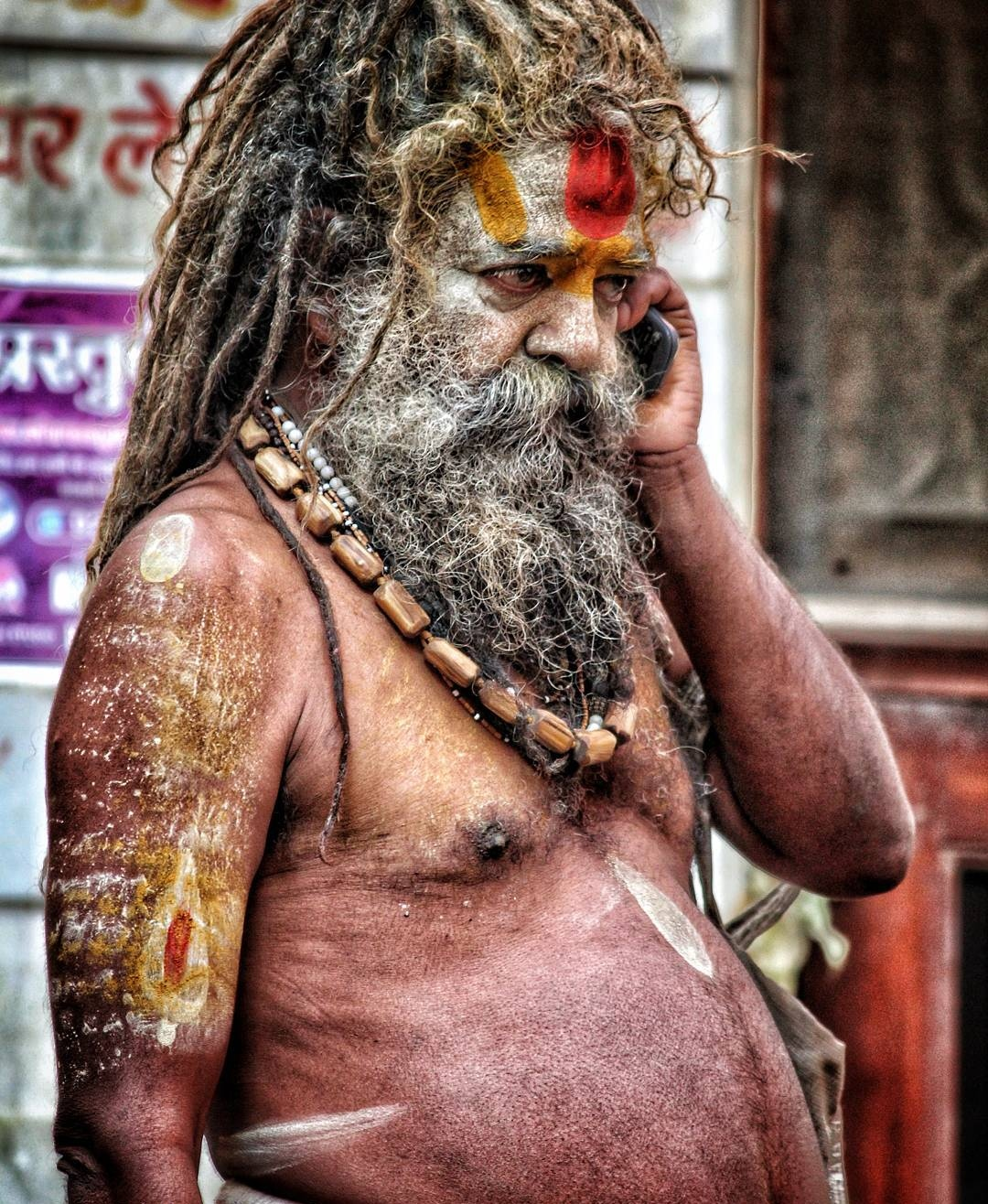
راهب هندوسي في الهند.

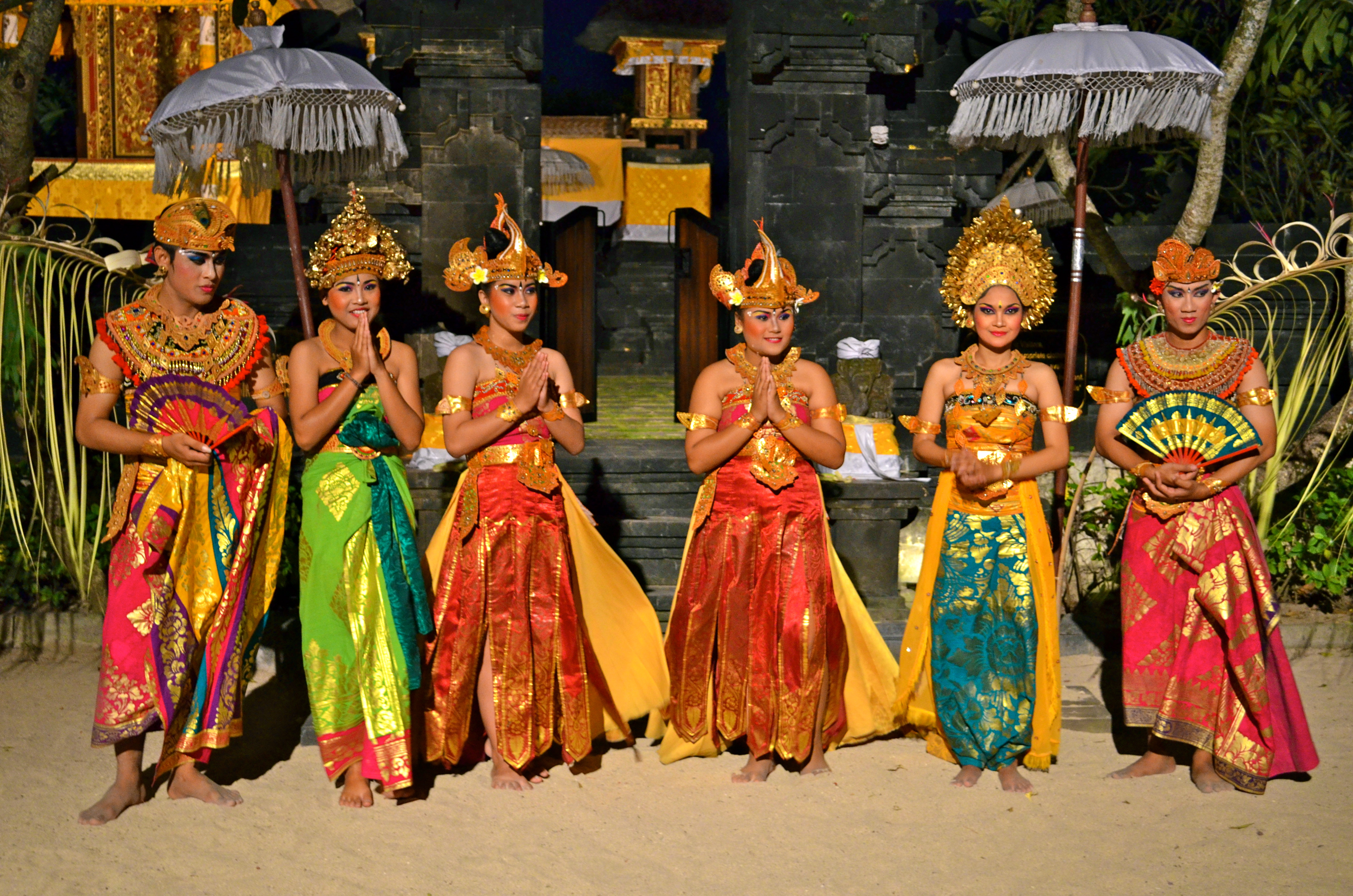
الثقافة الهندوسية في بالي، إندونيسيا.

أشار البعض إلى الهندوسية باسم فيديكا دارما. كلمة "فيديكا" في اللغة السنسكريتية تعني "مشتقة من الفيدا أو متوافقة معها" أو "متعلقة بالفيدا". استخدم العلماء التقليديون مصطلحات فيديكا وأفيديكا، أولئك الذين يقبلون الفيدا كمصدر للمعرفة الموثوقة وأولئك الذين لا يقبلونها، للتمييز بين المدارس الهندية المختلفة عن اليانية والبوذية وشارفاكا. وفقًا لكلاوس كلوسترماير، فإن مصطلح فايديكا دارما هو أول تسمية ذاتية للهندوسية. وفقًا لأرفيند شارما، تشير الأدلة التاريخية إلى أن "الهندوس كانوا يشيرون إلى دينهم بمصطلح فايديكا دارما".
مهما كانت الحالة، ترى العديد من المصادر الدينية الهندوسية أن الأشخاص أو المجموعات التي يعتبرونها غير فيدية (والتي ترفض الفيدية فارناراما - عقيدة "الطبقة ومرحلة الحياة") هم زنادقة. على سبيل المثال، يعتبر بهاجافاتا بورانا، وهو مصدر هندوسي بوراني مؤثر للغاية، أن البوذيين والجاينيين وكذلك بعض مجموعات الشيفية مثل باسوباتاس و كابالينس هم باشنداس (زنادقة).
مصطلح فيديكا دارما يعني قواعد الممارسة "المستندة إلى الفيدا"، ولكن من غير الواضح ما الذي تعنيه عبارة "المستندة إلى الفيدا" حقًا، كما يقول يوليوس ليبنر. يقول ليبنر إن "فيديكا دارما" أو "طريقة الحياة الفيدية" لا تعني أن "الهندوسية دينية بالضرورة" أو أن الهندوس لديهم "معنى تقليدي أو مؤسسي" مقبول عالميًا لهذا المصطلح. بالنسبة للكثيرين، فهو مصطلح ثقافي. العديد من الهندوس ليس لديهم نسخة من الفيدا ولم يسبق لهم أن رأوا أو قرأوا شخصيًا أجزاء من الفيدا، مثل المسيحي، قد تكون مرتبطة بالكتاب المقدس أو قد تكون المسلمين مرتبطة بالقرآن. ومع ذلك، يقول ليبنر: "هذا لا يعني أن توجه حياتهم [الهندوس] بالكامل لا يمكن إرجاعه إلى الفيدا أو أنه لا يشتق منه بطريقة ما".
على الرغم من أن العديد من الهندوس المتدينين يعترفون ضمنيًا بسلطة الفيدا، إلا أن هذا الاعتراف غالبًا "ليس أكثر من إعلان بأن شخصًا ما يعتبر نفسه هندوسيًا" و"معظم الهنود اليوم يتحدثون عن هذا الأمر". الفيدا وليس لديهم أي اعتبار لمحتويات النص." يتحدى بعض الهندوس سلطة الفيدا، وبالتالي يعترفون ضمنيًا بأهميتها بالنسبة لتاريخ الهندوسية، كما يقول ليبنر.

#### الحداثة الهندوسية

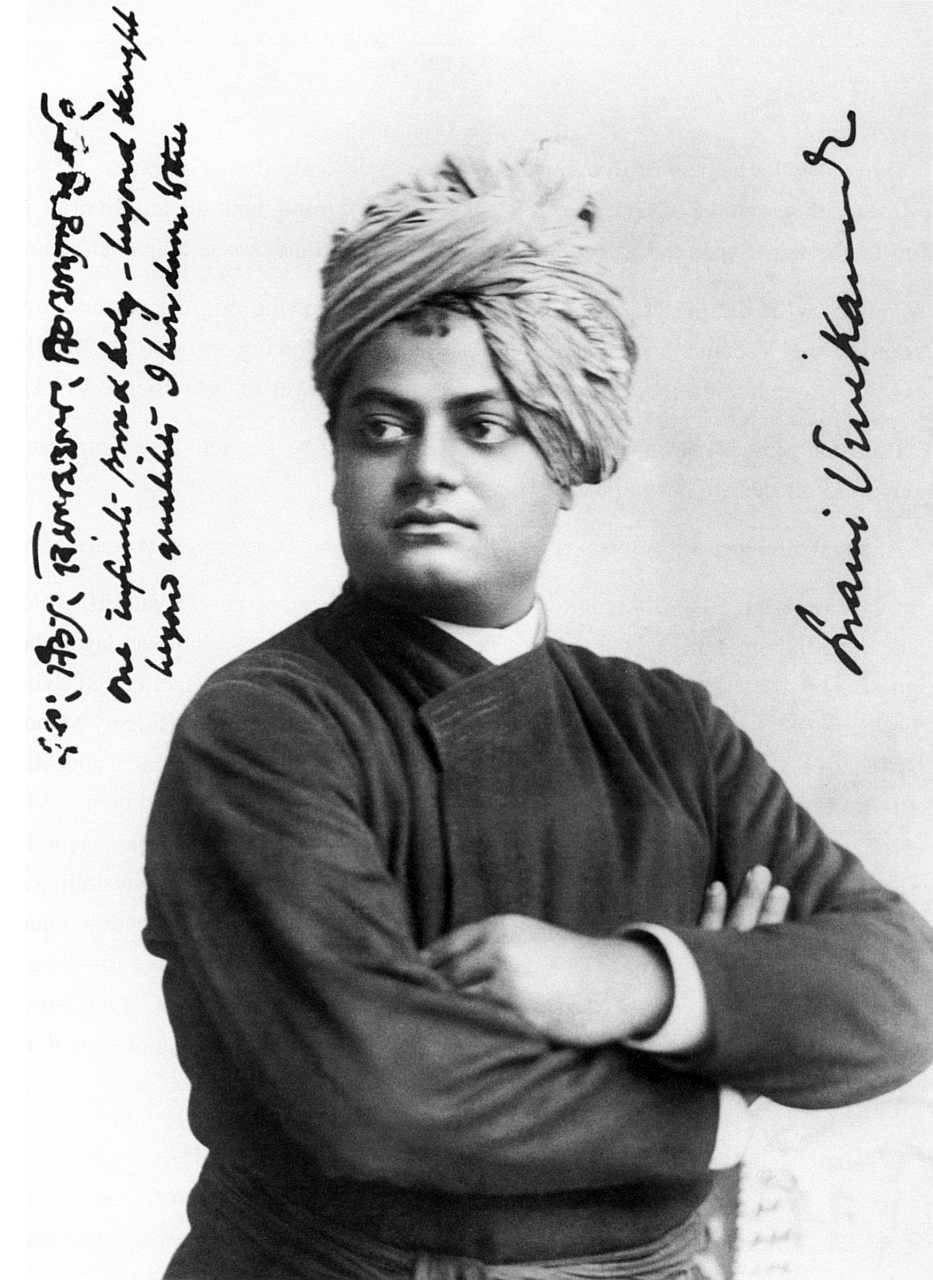
كان الراهب الهندوسي سوامي فيفيكاناندا شخصية رئيسية في تقديم فيدانتا واليوجا في أوروبا والولايات المتحدة، ورفع الوعي بين الأديان وجعل الهندوسية دينًا عالميًا.

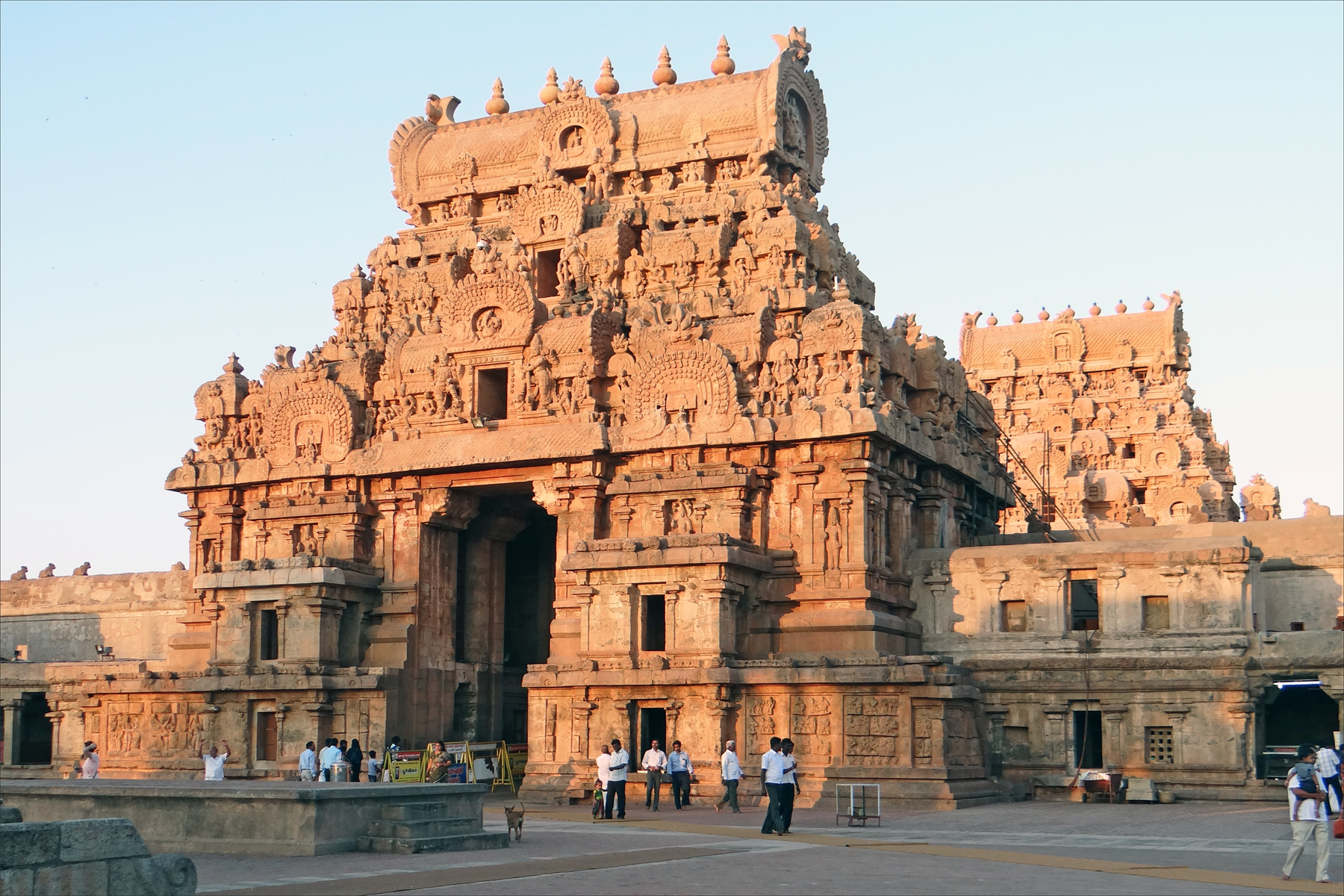
معبد هندوسي في الهند.

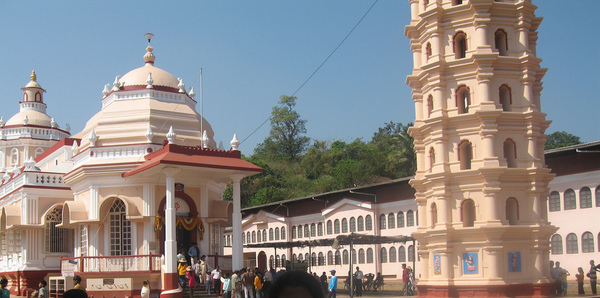
معبد مانجيشي، معبد هندوسي في جوا القديمة.

ابتداءً من القرن التاسع عشر، أعاد الحداثيون الهنود التأكيد على الهندوسية باعتبارها أحد الأصول الرئيسية للحضارة الهندية، وفي الوقت نفسه "طهروا" الهندوسية من عناصرها التانترا ورفعوا العناصر الفيدية. تم عكس الصور النمطية الغربية، مع التركيز على الجوانب العالمية، وإدخال الأساليب الحديثة للمشاكل الاجتماعية. وقد حظي هذا النهج بقبول كبير، ليس فقط في الهند، ولكن أيضًا في الغرب. الممثلون الرئيسيون لـ "الحداثة الهندوسية" هم رام موهان روي، وسوامي فيفيكاناندا، وسارفيبالي راداكريشنان، والمهاتما غاندي.
رجا رامموهان روي معروف بأنه أبو النهضة الهندوسية. وكان له تأثير كبير على سوامي فيفيكاناندا، الذي، بحسب فلود، كان "شخصية ذات أهمية كبيرة في تطوير الفهم الذاتي الهندوسي الحديث وفي صياغة رؤية الغرب للهندوسية". من الأمور المركزية في فلسفته فكرة أن الإله موجود في جميع الكائنات، وأن جميع البشر يمكنهم تحقيق الاتحاد مع هذا "الألوهية الفطرية"، وأن هذا الإلهي باعتباره جوهر الآخرين سيزيد من الحب والتواصل الاجتماعي. انسجام. وفقًا لفيفيكاناندا، هناك وحدة أساسية للهندوسية، والتي تكمن وراء تنوع أشكالها المتعددة. وفقًا لـ فلود، فإن رؤية فيفيكاناندا للهندوسية "هي رؤية مقبولة بشكل عام من قبل معظم الهندوس من الطبقة المتوسطة الناطقة باللغة الإنجليزية اليوم". سعى سارفيبالي راداكريشنان إلى التوفيق بين العقلانية الغربية والهندوسية، "وتقديم الهندوسية على أنها تجربة دينية عقلانية وإنسانية في الأساس".

تتمتع هذه "الهندوسية العالمية" بجاذبية عالمية، تتجاوز الحدود الوطنية ووفقًا لفلود، "أصبحت ديانة عالمية إلى جانب المسيحية والإسلام والبوذية"، لكل من مجتمعات الشتات الهندوسية والغربيين. الذين ينجذبون إلى الثقافات والأديان غير الغربية. ويؤكد على القيم الروحية العالمية مثل العدالة الاجتماعية والسلام و"التحول الروحي للإنسانية". وقد تطورت جزئيًا بسبب "إعادة التثقيف"، حيث تم تصدير عناصر الثقافة الهندوسية إلى الغرب، واكتسبت شعبية هناك، ونتيجة لذلك اكتسبت أيضًا شعبية أكبر في الهند. جلبت عولمة الثقافة الهندوسية "إلى الغرب التعاليم التي أصبحت قوة ثقافية مهمة في المجتمعات الغربية، والتي أصبحت بدورها قوة ثقافية مهمة في الهند، موطنها الأصلي".

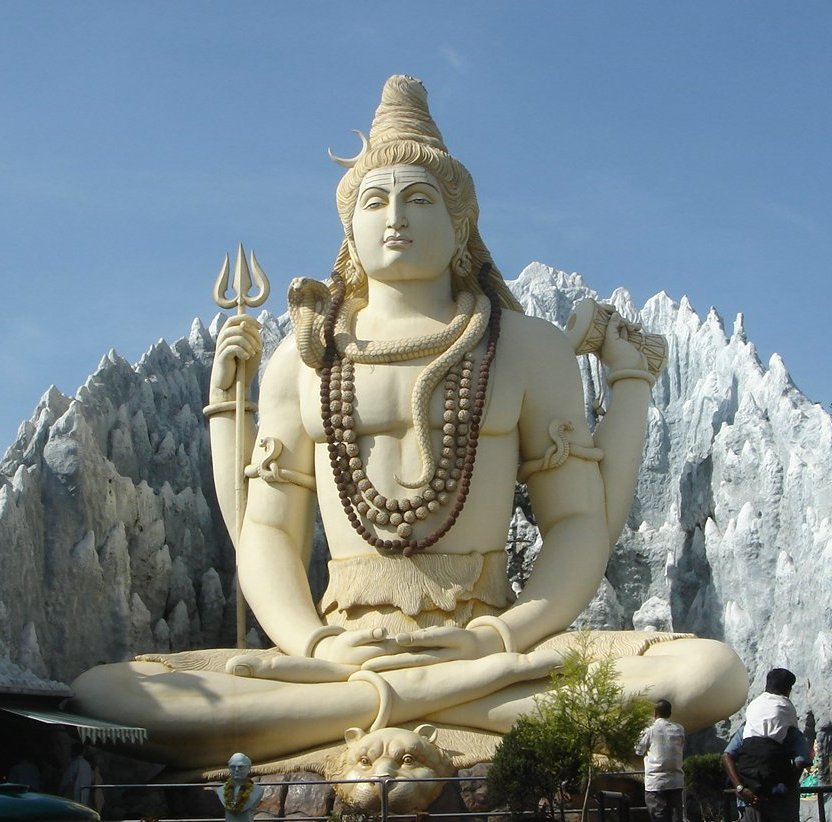
تمثال شيفا يتأمل في موروجيشباليا في بنغالور.

#### تعريفات قانونية
تعريف الهندوسية في القانون الهندي هو: "قبول الفيدا بإجلال؛ والاعتراف بحقيقة أن وسائل أو طرق موكشا متنوعة ؛ وإدراك حقيقة أن عدد الآلهة التي يجب عبادتها كبير".

### وجهات نظر علمية

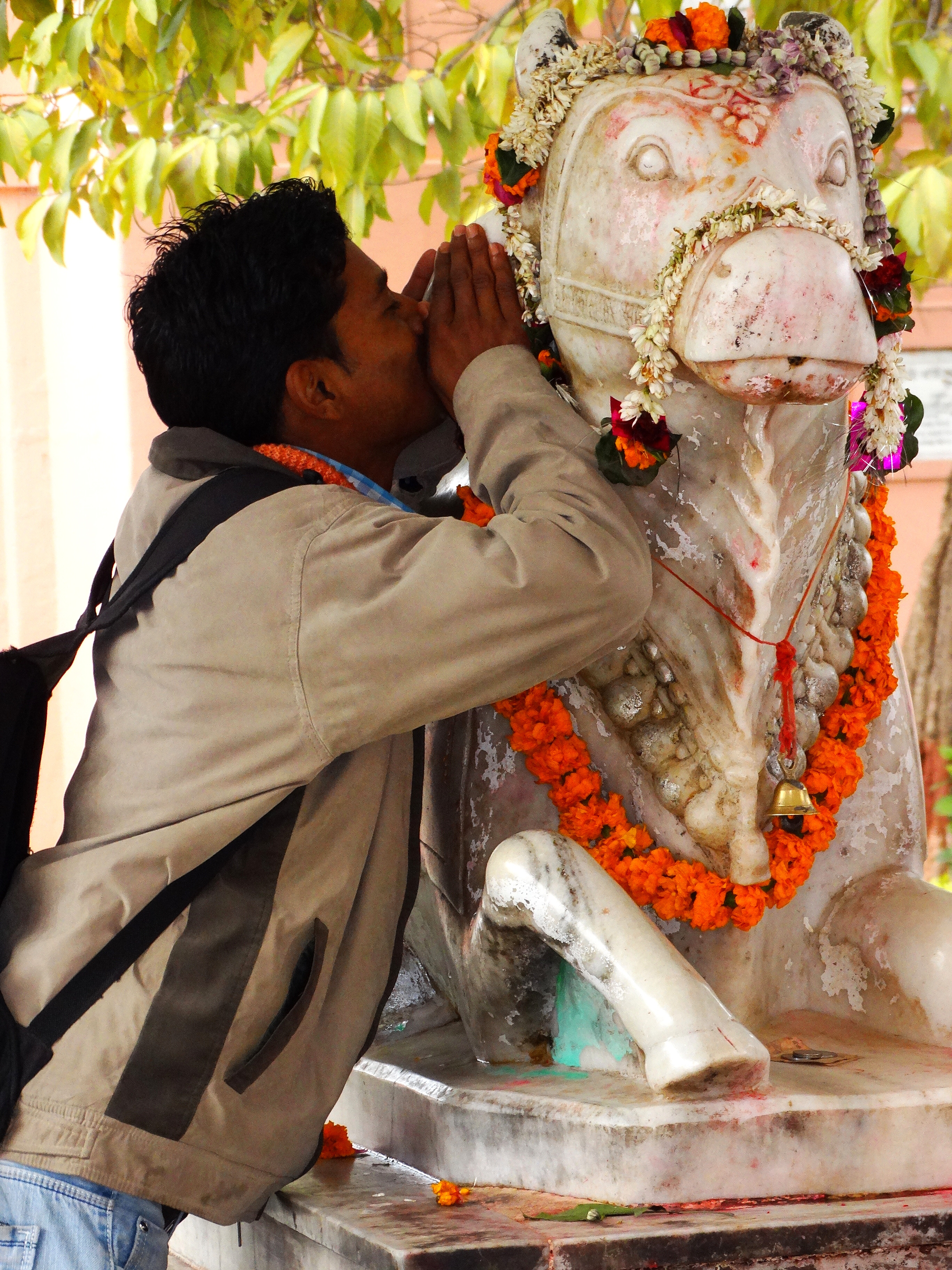
رجل هندوسي يعبد تمثال بقرة مزينة.

تمت صياغة مصطلح الهندوسية في الإثنوغرافيا الغربية في القرن الثامن عشر، ويشير إلى الاندماج أو التوليف من الثقافات والتقاليد الهندية المختلفة، ذات جذور متنوعة وليس لها مؤسس. ظهر هذا التركيب الهندوسي بعد الفترة الفيدية، بين ج. 500 -200 قبل الميلاد وج. 300 م، في فترة العمران الثاني والفترة الكلاسيكية المبكرة للهندوسية، عندما تم تأليف الملاحم والبورانا الأولى. وازدهرت في فترة العصور الوسطى، مع تراجع البوذية في الهند. إن تسامح الهندوسية مع الاختلافات في المعتقدات ونطاقها الواسع من التقاليد يجعل من الصعب تعريفها كدين وفقًا للمفاهيم الغربية التقليدية.
يقترح بعض الأكاديميين أنه يمكن النظر إلى الهندوسية كفئة ذات "حواف غامضة" وليس ككيان جامد ومحدد جيدًا. تعتبر بعض أشكال التعبير الديني مركزية بالنسبة للهندوسية والبعض الآخر، رغم أنها ليست مركزية، إلا أنها لا تزال ضمن هذه الفئة. بناءً على هذه الفكرة، طورت غابرييلا إيشينغر فيرو-لوزي "منهج نظرية النموذج الأولي" لتعريف الهندوسية.

## تعريفات
الهندوسية ليس لها نظام موحد يمثل العقيدة ولكن الهندوسية مصطلح مظلة تضم بأسفلها تعدد الظواهر الدينية الناشئة من العقيدة الفيدية
معظم الطقوس الهندوسية تبجل مجموعة من النصوص الدينية تسمى الفيدا

## معتقدات هندوسية

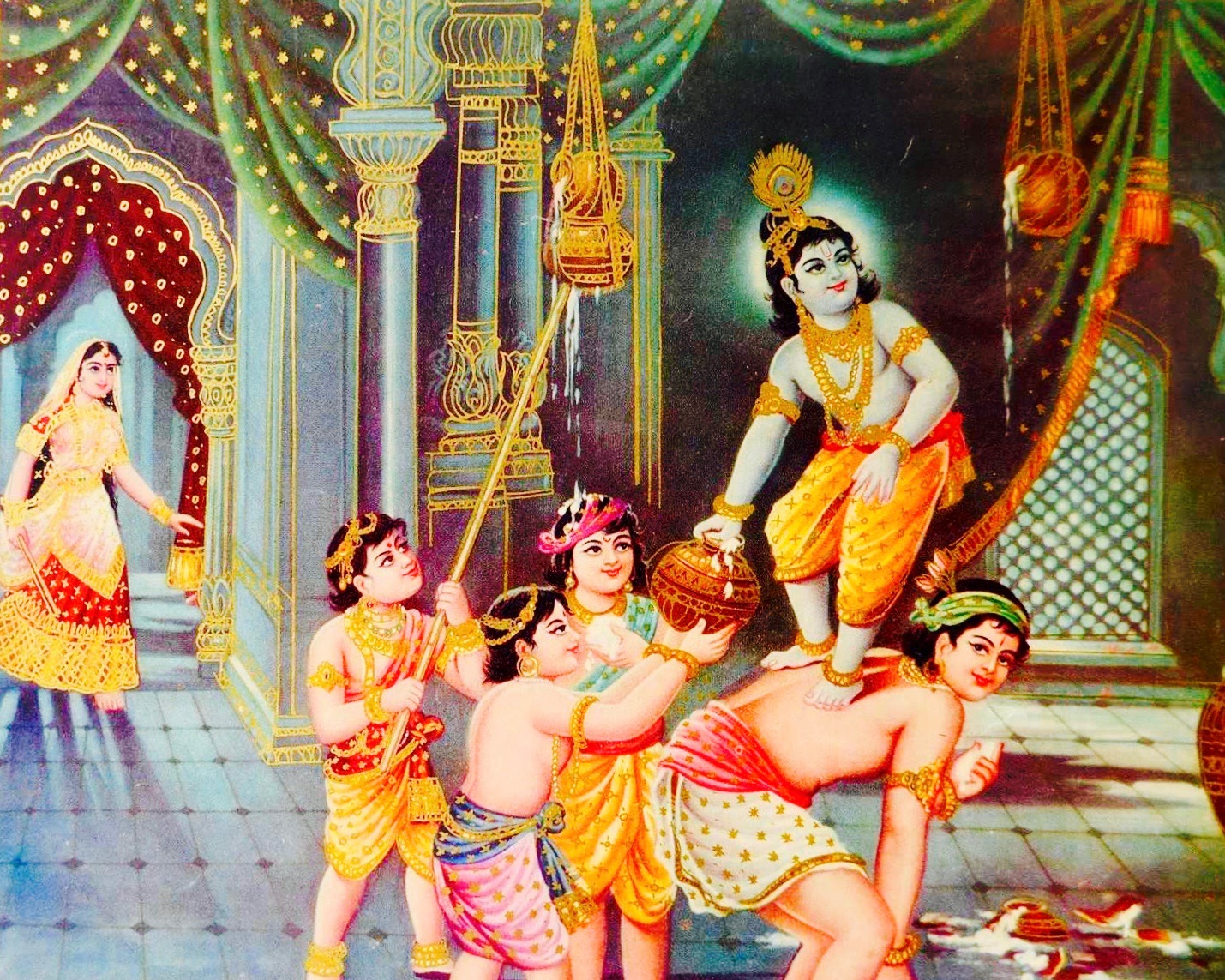
كريشنا عندما كان طفلًا.

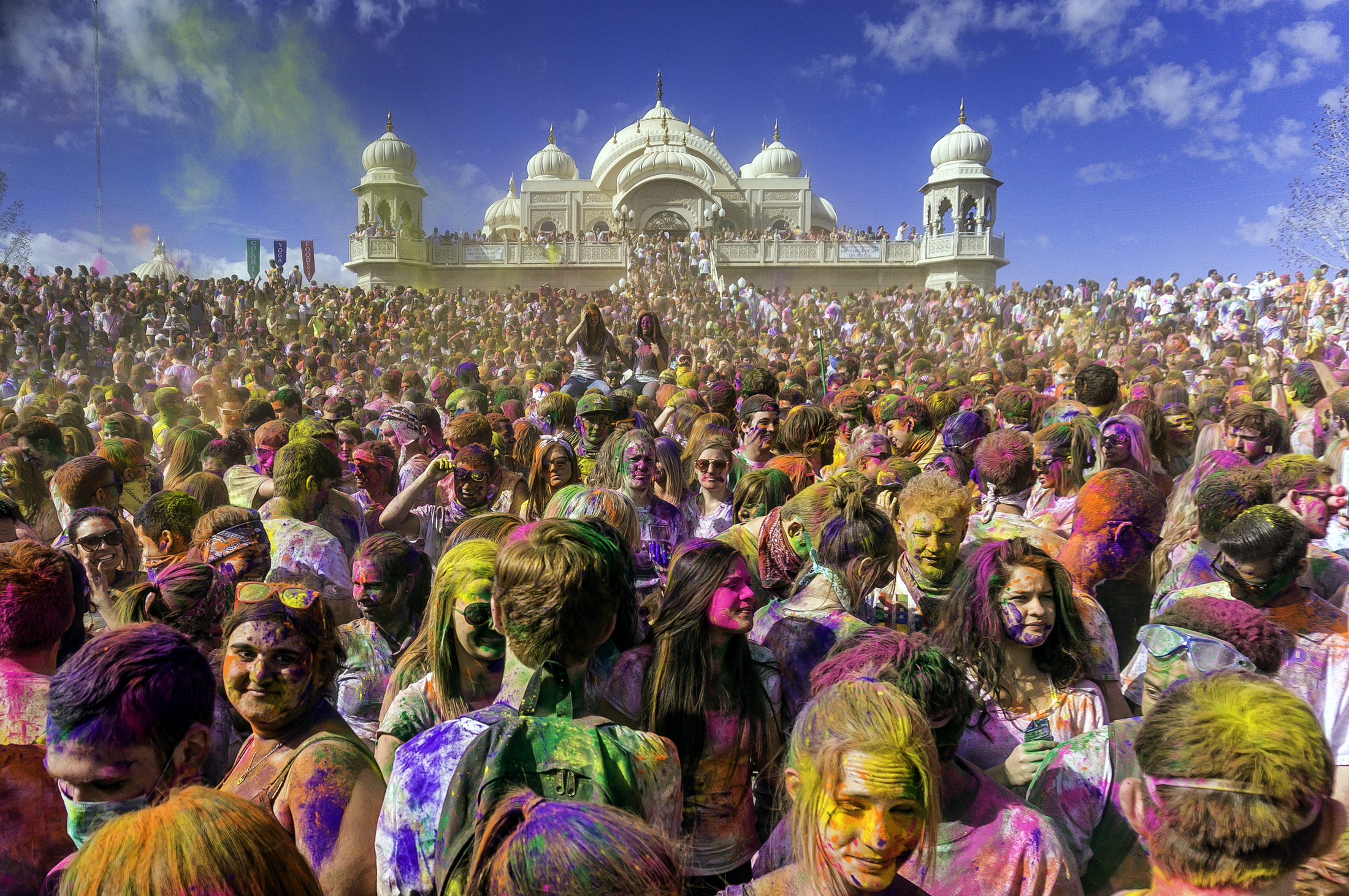
مهرجان الألوان في معبد هندوسي.

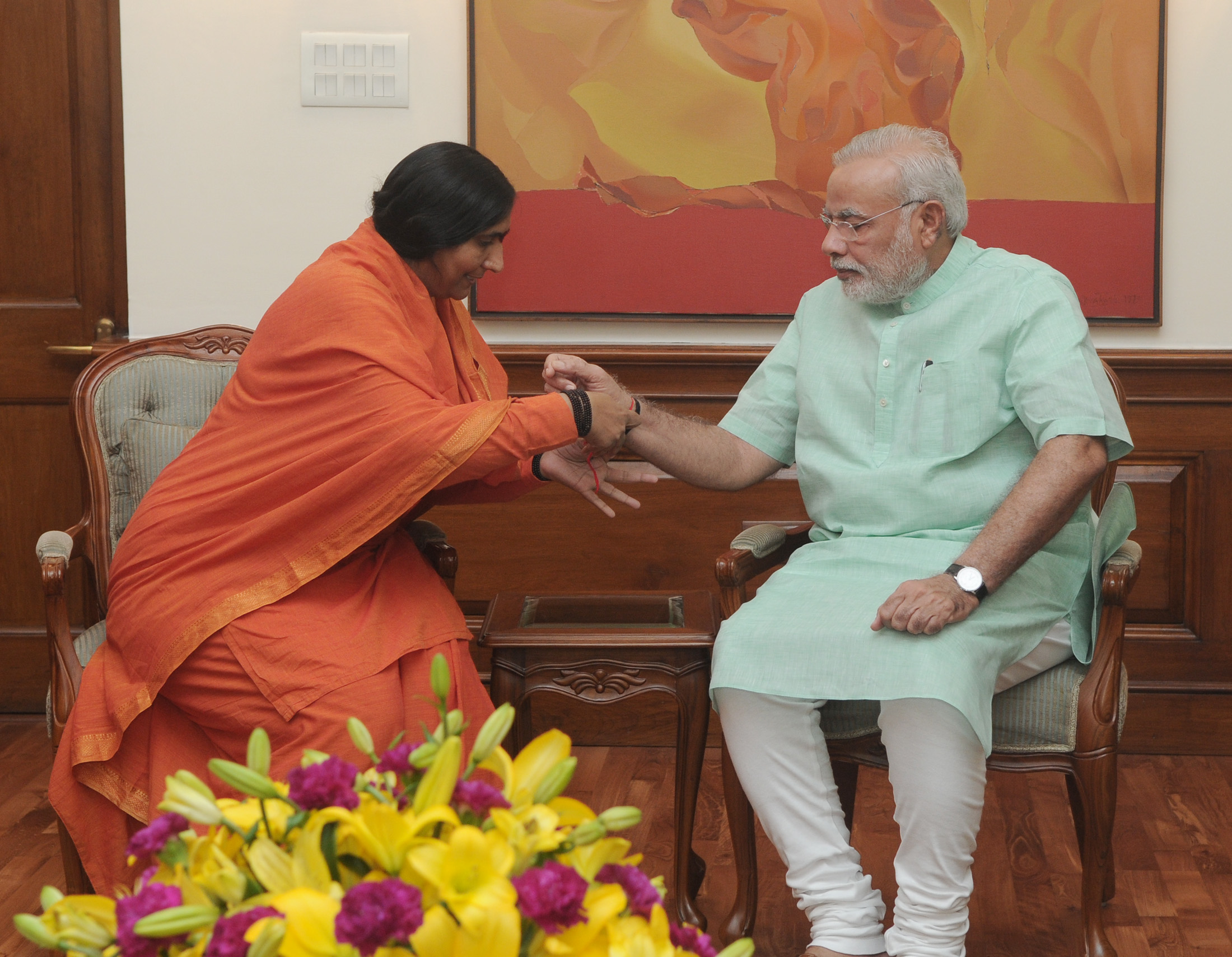
راهبة هندوسية تلتقي رئيس وزراء الهند ناريندرا مودي بمناسبة عيد "راكشا باندهان" في نيودلهي بالهند.

تُفهم الهندوسية من خلال كتبها، ونظرتها إلى الإله، ومعتقداتها، وطبقاتها، إلى جانب بعض القضايا الفكرية والعقائدية الأخرى.
أ- كتبها:
للهندوسية عدد هائل من الكتب عسيرة الفهم، غريبة اللغة، وقد أُلّفت كتب كثيرة لشرحها، وأخرى لاختصار تلك الشروح، وكلها مقدسة عندهم، وأهمها:
1. «الفيدا» (veda): وهي كلمة سنسكريتية، معناها الحكمة والمعرفة، وتصور حياة الآريين، ومدارج الارتقاء للحياة العقلية من السذاجة إلى الشعور الفلسفي، وفيه أدعية تنتهي بالشك والارتياب، كما أن فيه تأليهاً يرتقي إلى وحدة الوجود، وهي تتألف من أربعة كتب .
2. مها بهارتا: ملحمة هندية تشبه الإلياذة والأوديسة عند اليونان، ومؤلفها «وياس» ابن العارف «بوسرا» الذي وضعها سنة 950 ق.م، وهي تصف حرباً بين أمراء من الأسر المالكة، وقد اشتركت الآلهة في هذه الحرب.

ب- نظرة الهندوسية إلى الآلهة:
- التوحيد: لا يوجد توحيد بالمعنى الدقيق، لكنهم إذا أقبلوا على إله من الآلهة أقبلوا عليه بكل جوارحهم حتى تختفي عن أعينهم كل الآلهة الأخرى، وعندها يخاطبونه برب الأرباب، أو إله الآلهة .
- التعدد: يقولون بأن لكل طبيعة نافعة أو ضارة إلهاً يُعبد: كالماء والهواء والأنهار والجبال.. وهي آلهة كثيرة يتقربون إليها بالعبادة والقرابين.
- التثليث: في القرن التاسع قبل الميلاد جمع الكهنة الآلهة في إله واحد أخرج العالم من ذاته وهو الذي أسموه: 1- براهما: من حيث هو موجود . 2- فشنو: من حيث هو حافظ . 3- سيفا: من حيث هو مهلك . فمن يعبد أحد الآلهة الثلاثة فقد عبدها جميعاً أو عبد الواحد الأعلى ولا يوجد أي فارق بينها .
- تعد البقرة حيوانا مقدسا في الهندوسية وتقدس بعض الجماعات أنواع من الزواحف كالأفاعي وأنواع من الثدييات كالقردة، ولكن تتمي البقرة من بينها جميعاً بقداسة تعلو على أي قداسة، ولها تماثيل في مختلف المعابد والمنازل والميادين، ولها حق الانتقال إلى أي مكان، ولا يجوز للهندوسي أن يمسها بأذى أو بذبحها، وإذا ماتت دفنت بطقوس دينية.
- يعتقد الهندوس بأن آلهتهم قد تحل في الإنسان فيسمي افاتار ككرشنا على سبيل المثال.

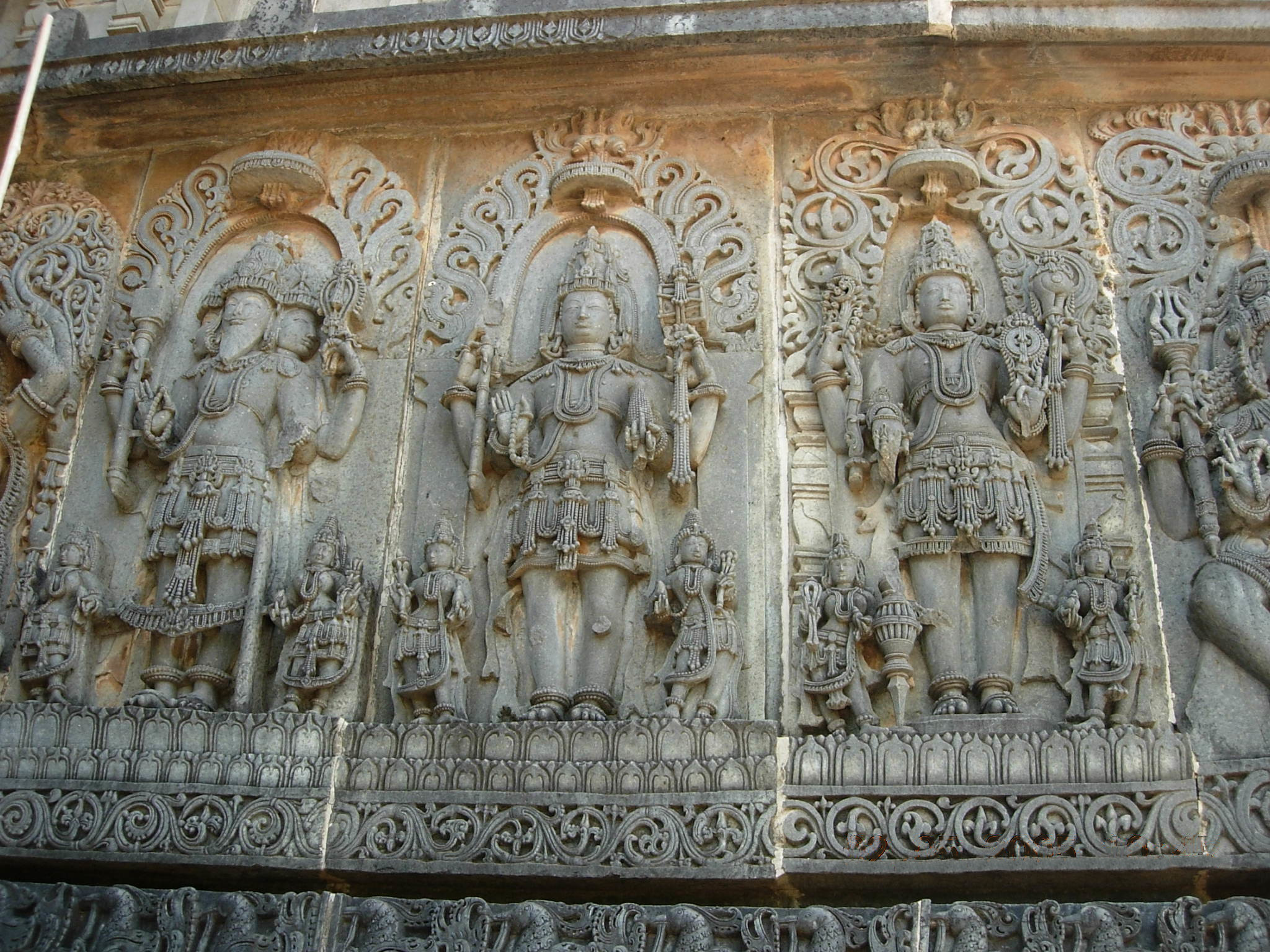
محفورات بمعبد هويساليسوارا تمثل تريمورتي، براهما، شيفا، فيشنو

### مفهوم الإله

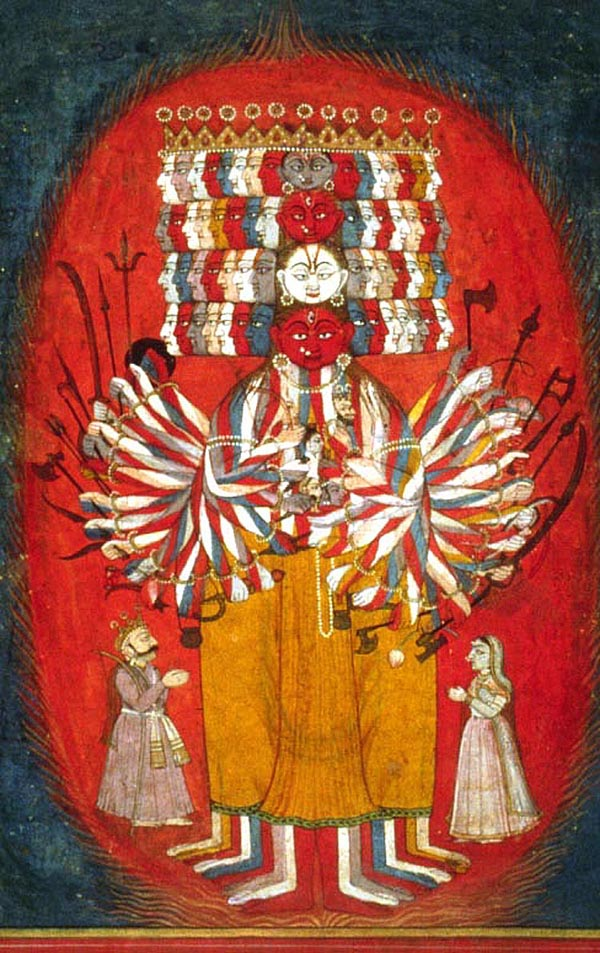
كريشنا يقدم الفيشفاروبا الخاص به (والمقصود به شكله العالمي) إلى صديقه أرجونا على أرض المعركة بكروكشترا

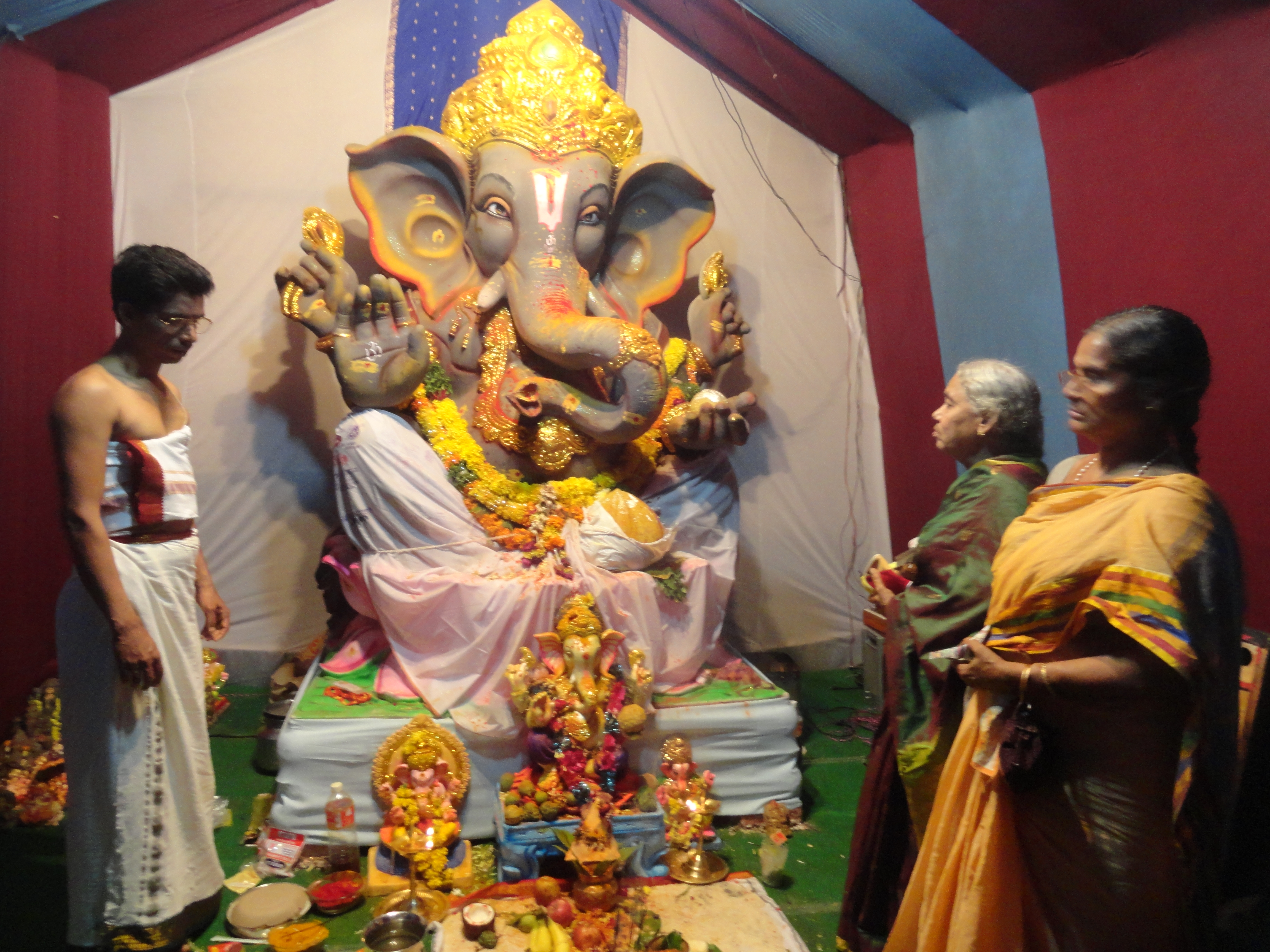
غانيشا هي واحدة من أشهر الآلهة وأكثرها عبادة في معبد الآلهه الهندوسي.

تتنوع مفاهيم الهندوسية عن الله من التوحيد إلى تعددية الإله، إلى وحدة الموجود، إلى وحدة الوجود، إلى الواحدية، إلى الإلحاد إلى مفاهيم أخرى. ومفهوم الرب معقد ويتوقف على الفرد والمعتقد والفلسفة التي يتبعها. ومفهوم الرب عند الهندوسية أحياناً يطلق عليه الهينوثية (وتعني الإخلاص لإله واحد مع قبول الآلهة الأخرى) لكن أي مفهوم من هذا يعتبر شديد التعميم.

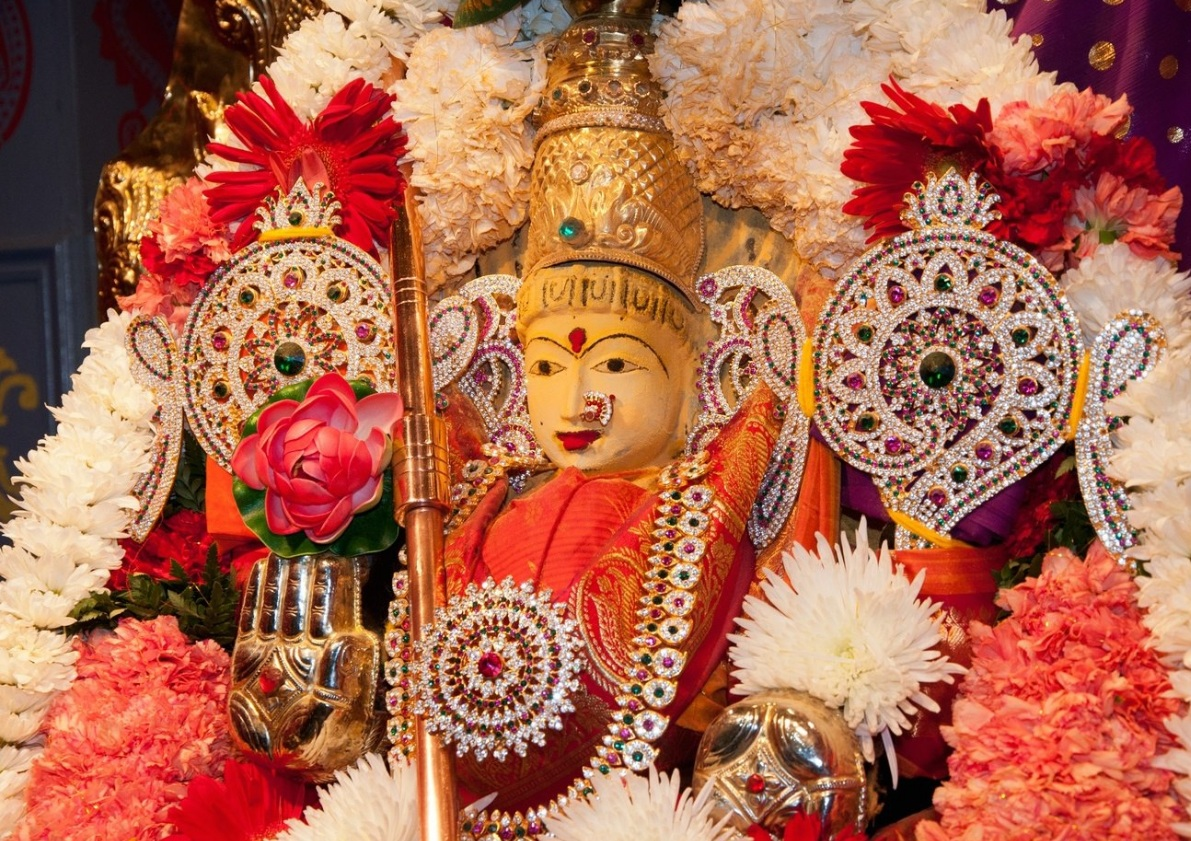
الإلهة آدي شاكتي بمعبد باراشاكتي، بونتياك، ميتشيجان، الولايات المتحدة الأمريكية

ولم يكن للريجفدا وهي الدعامة الأساسية للفلسفة الهندوسية وأقدم مخطوطاتها أي نظرة معينة لله أو خلق الكون، ولكنها بالأحرى تترك الفرد يبحث عن ويكتشف إجاباته الخاصة عن ماهية الحياة، وترنيمة ناساديا سوكتا (وتسمى ترنيمة الخلق) من الريجفدا تقول:
من يعرف حقيقةً؟
من هنا يستطيع إدعاء المعرفة؟
كيف بدأ الكون؟ كيف خُلِق؟
لقد جاءت الآلهة بعد ذلك مع خلق الكون.
من إذن يعرف من أين نشأ كل ذلك؟
ويؤمن معظم الهندوسيين أن الروح خالدة وهي النفس الحقيقية لكل شخص وتسمى آتمان. وفي للاهوت الأحادية ووحدة الوجود الهندوسي (كمدرسة أفايتا فيدانتا)، أنّ الآتمان لا تنفصل عن البراهمان- الروح الأسمى-، فَسُمِّيَتْ هذه المدارس بـاللاثنائية. وهدف الحياة في مدرسة الأفايتا أن يدرك الشخص أنّ روحه مطابقةٌ للبراهمانِ الروحِ الأسمىِ.
وتقول الأوبانيشاد أن من يدركْ أنّ روحه (آتمان) مطابقة للبراهمان يَصِلْ إلى الموكشا (الحرية أو التحرر).
ومدارس الفيدانتا والنيايا تقرر أنّ الكارما نفسها تثبت وجود الله. واستدلّت النيايا منطقياً على أنّ الكون مخلوق ولابد له من خالق، ذلك بأنّها مدرسة المنطق 
والمدارس الثنوية (انظر دافايتا وبهاكتي) تفهم البراهمان على أنه كينونة أسمى تملك شخصية وبالتالي هم يعبدونه باعتباره براهما، فيشنو، شيفا، وشاكتي، وذلك مُتَوَقِّفٌ على نوع الطائفة التي ينتمي إليه الفرد. الآتمان تعتمد على الإله، والموكشا على الحب للإله وعلى نِعَمِ الإله . وإذا رُئِيَ الإلهُ كينونةً أسمىً متجسدًا في صورة شخص (أكثر من كونه مبدأ لا متناهي) سُمِّيَ حينها بـإيشفارا (الرب)، و ''بهاجافان'' (السعيد)، و ''باراميشوارا'' (الرب الأعلى).
على أية حال فإن ترجمات وتأويلات الإيشفارا تتنوع من عدم الإيمان به من قبل مدرسة الميماسا، إلى التعريف بأن الإيشفارا والبراهمان كيان واحد كما في مدرسة الإيدفايتا. أما في معظم التقاليد الفيشناوية فيعتبر فيشنو، لكنه في النصوص الفيشناوية هو كريشنا، وأحياناً يشار إليه بأنه سافيام باهجافام. على أية حال فإنه في الشاكتية يعتبر ديفي أو آدي باراشاكتي الروح الأسمى، أما في الشيفية فيعتبر شيفا الكينونة الأسمى.
وتعدد الديفا يشير إلى صور التجسد الأرضي (الأفاتار) للبراهمان.
ويقرر الفيلسوف وليم جونز في نقاشه عن التريمورتي أن الهندوسي يعبد الكينونة الأسمى في صورة ثلاث أقانيم: براهما، فيشنو، وشيفا. والفكرة الأصلية للديانة الهندوسية أن التحولات تتمثل في الأفاتار

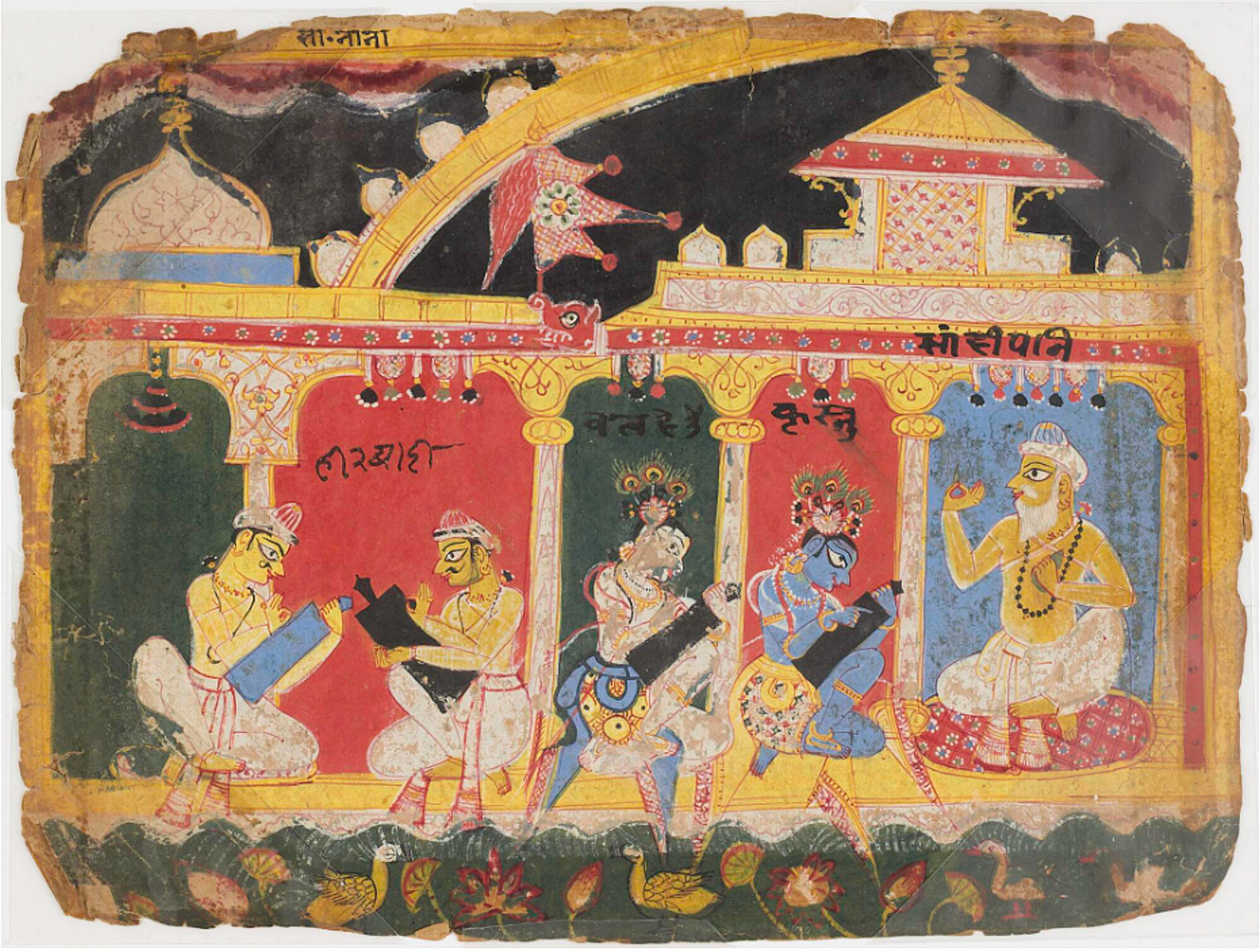
مفهوم براهمان في الهندوسية خصوصًا في فلسفة أدفايتا فيدانتا حيث يُعتقد أن كل الآلهة والبشر والموجودات جميعًا هي مجرد تجليات للحقيقة النهائية، اللامتناهية، غير الشخصية، غير المتغيرة، الأبدية والتي تسمي براهمان، والهدف الروحي للتأمل واليوغا هو تحقيق "الموكشا" أي تحرر الذات الفردية (آتمان) من الجهل (أفيذا) ووهم الإنفصال وإدراك وحدتها مع براهمان. ولا يعتبر الإنسان مساويًا تمامًا لبراهمان بل هو كائن مخلوق منه أو جزء منه (مثل شعاع من الشمس أو شرارة من نار)

في البهاغافاد غيتا فإن الإله هو المستودع الوحيد للجونا كما في المثال التالي:
(يديه وقدميه في كل مكان، ينظر في كل إتجاه، عينيه وأذنه ووجهه يشيرون لكل الإتجاهات، وكل العوالم الثلاثة محاطة بهم.)
أما المعتقدات الإلحادية فتسود مدارس هندوسية مثل سامكيا، ميماسا.
سامكيابرافاشانا سوترا أو سامكيا تقول بأن وجود الله أو إيشفارا لا يمكن إثباته ولذا لا يمكن الاعتراف بوجوده، وتقول بأن إلهاً واحداً غير متغير لا يمكن أن يكون المصدر لعالم دائم التغير، وتقول أن الله كان افتراضية ميتافيزيقية ضرورية تطلبتها الظروف،
أنصار مدرسة الميمامسا والتي تأسست على تقويم السلوك والطقوس تقول أنّ الدلائل المشيرة لوجود الله ليست كافية، وأنه لا ضرورة من فرضية وجود صانع للكون، تماماً مثلما ليس ضرورياً إثبات مؤلف للفيدا أو إله ليعطي الشرعية للطقوس. والميمامسا تعتبر أنّ الإله المذكور في الفيدا ليس له وجود وذلك بعيداً عن المانترا أو التعبد الذي يذكر اسم الإله، وفي هذا الشأن فإن قوة المانترا (التعبد) هو ما يُرى على أنه قوة الآلهة.

### ديفا وأفاتار

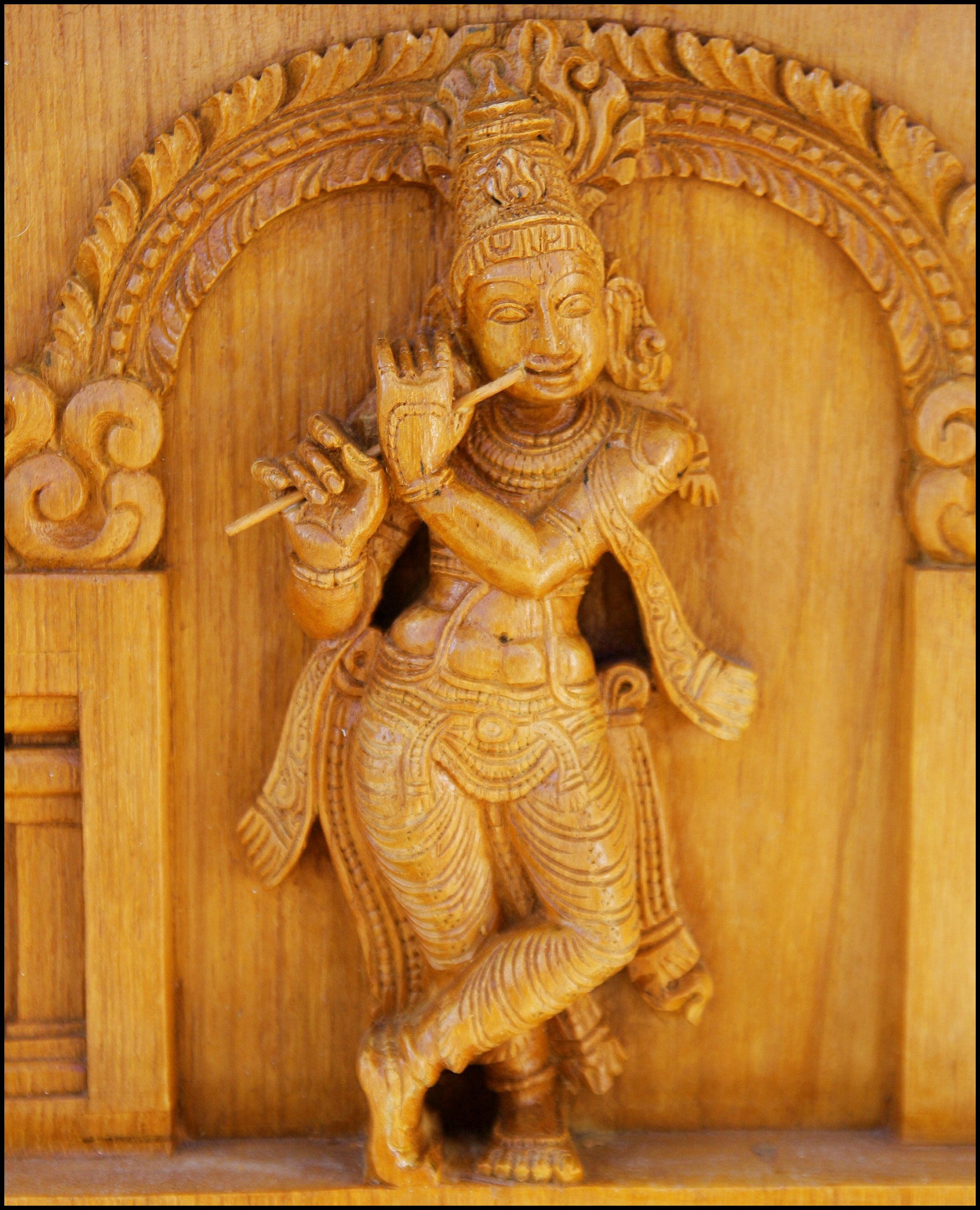
كريشنا، التناسخ الثامن (أفاتار) لفيشنو أو سافايام بهاجافام، تعبده بعض طوائف الهندوسية

### وحدة الوجود والمعتقدات الآخروية
تظهر معتقداتهم في «الكارما»، وتناسخ الأرواح، والانطلاق، ووحدة الوجود:

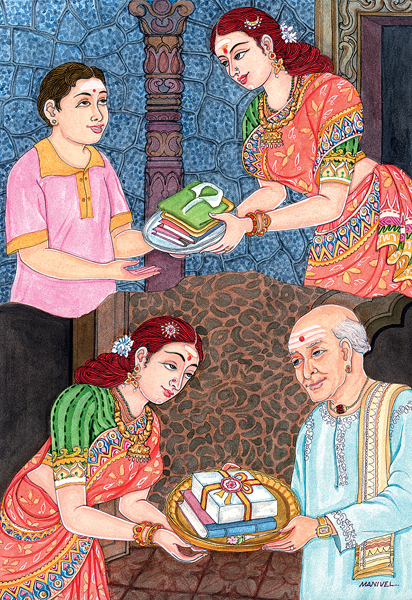
الكارما مبدأ إلهي يعني الجزاء من جنس العمل وسيحدث خلال حياتك أو بعد موتك ويدعوا لعمل الخير والامتناع عن فعل الشرور.

1. «الكارما»: الكارما لغةً معناها العمل أو الفعل،[61]

ويمكن وصفها بأنها القانون الأخلاقي للسبب والمسبب،  فهي قانون الجزاء، أي أن نظام الكون إلهي قائم على العدل المحض، هذا العدل الذي سيقع لا محالة، إما في الحياة الحاضرة، أو في الحياة القادمة، وجزاء حياةٍ يكون في حياة أخرى، والأرض هي دار الابتلاء، كما أنها دار الجزاء والثواب. ووفقاً للأوبانيشاد الفرد تُسَمّى جيفا- آتما، ة يطلق (سانسكارا) (انفعالات) من الأفعال سواء كانت أفعال مادية أو عقلية.

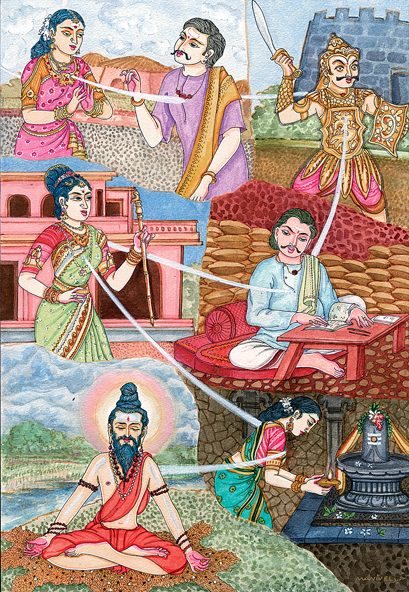
تناسخ الأرواح.

# تناسخ الأرواح: إذا مات الإنسان يفنى منه الجسد، وتنطلق منه الروح لتتقمص وتحل في جسد آخر بحسب ما قدم من عمل في حياته الأولى، وتبدأ الروح في ذلك دورة جديدة.
1. الانطلاق: صالح الأعمال وفاسدها ينتج عنه حياة جديدة متكررة لتثاب فيها الروح أو لتعاقب على حسب ما قدمت في الدورة السابقة. «من لم يرغب في شيء ولن يرغب في شيء وتحرر من رق الأهواء، واطمأنت نفسه، فإنه لا يعاد إلى حواسه، بل تنطلق روحه لتتحد بالبراهما».

1. وحدة الوجود: التجريد الفلسفي وصل بالهنادكة إلى أن الإنسان يستطيع خلق الأفكار والأنظمة والمؤسسات، كما يستطيع المحافظة عليها أو تدميرها، وبهذا يتحد الإنسان مع الآلهة، وتصير النفس هي عين القوة الخالقة.

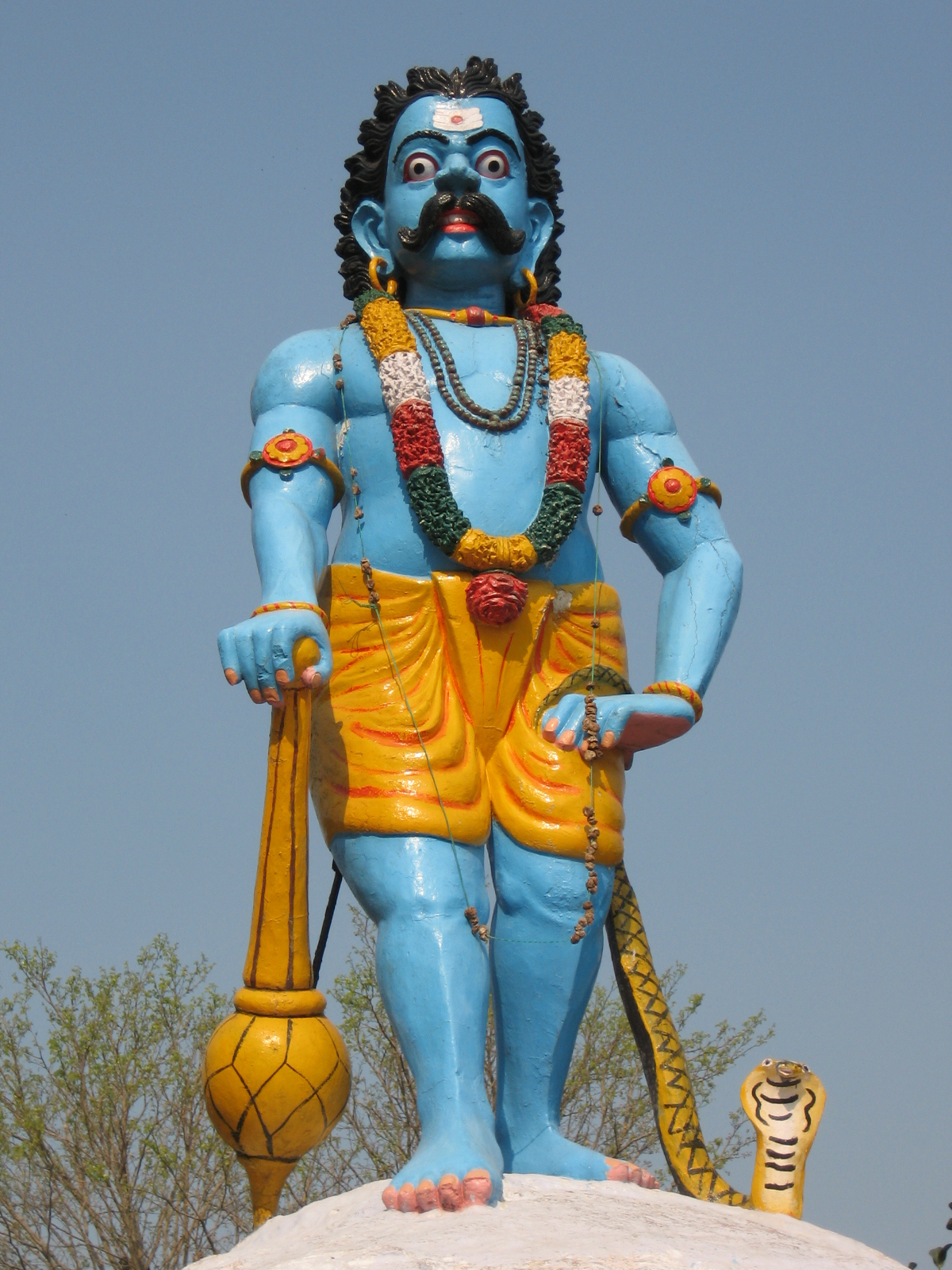
الآله الهندوسي أيانار عبادته منتشرة بين شعوب درافيد جنوب الهند، يؤمن الهندوس بحلول روح الآلهة داخل كل شيء ولذلك يصلون تجاه تمثال أو حيوان أو غيرهم وهو ما يُعرف بعقيدة وحدة الوجود

أ - الروح كالآلهة أزلية سرمدية، مستمرة، غير مخلوقة .

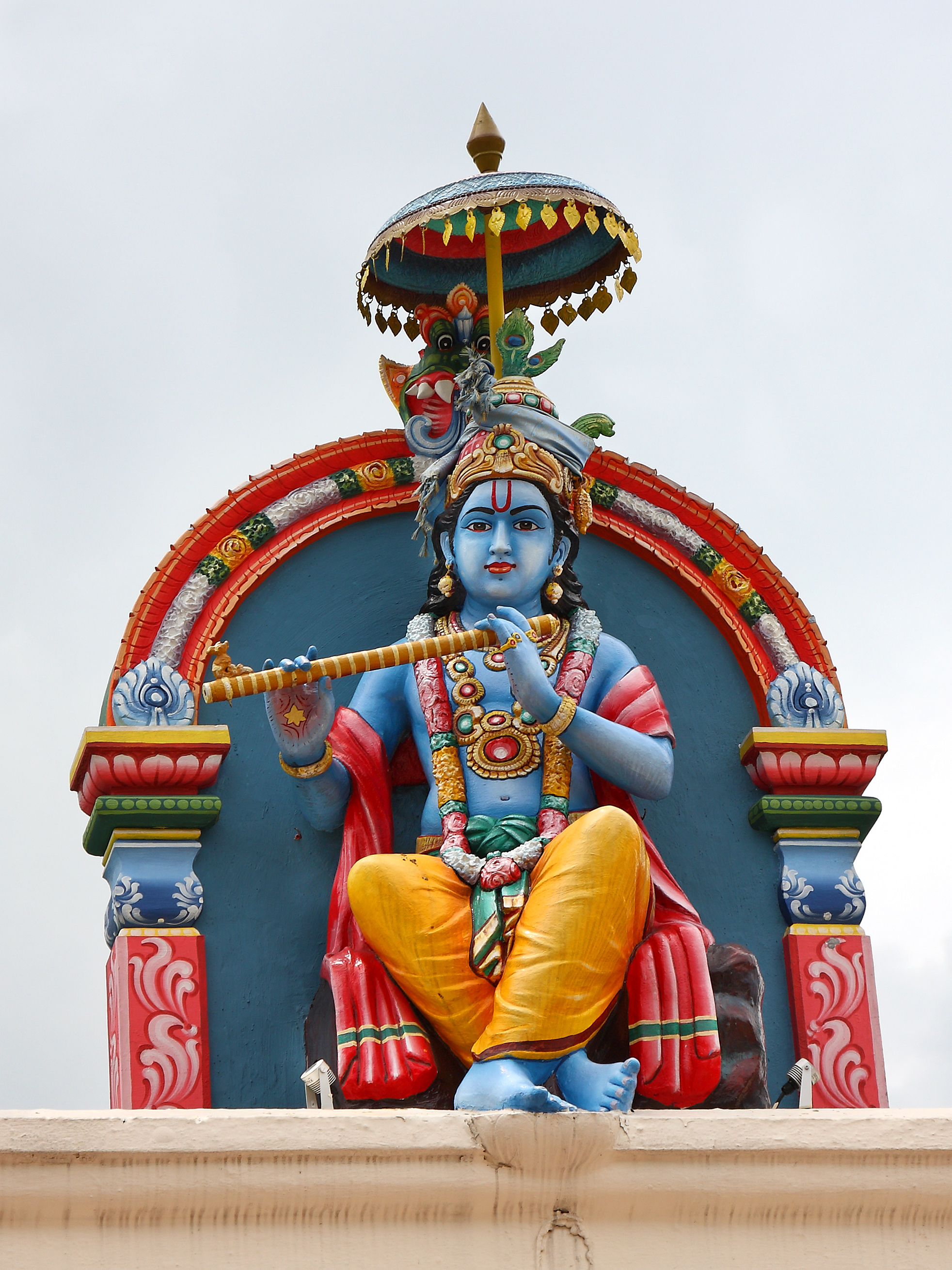
كريشنا أحد آلهة الهندوس.

ب - العلاقة بين الإنسان والآلهة كالعلاقة بين شرارة النار والنار ذاتها، وكالعلاقة بين البذرة وبين الشجرة.
ت - هذا الكون كله ليس إلا ظهوراً للوجود الحقيقي، والروح الإنسانية جزء من الروح العليا.
ه- أفكار ومعتقدات أخرى:
- الأجساد تحرق بعد الموت لأن ذلك يسمح بأن تتجه الروح إلى أعلى، وبشكل عمودي، لتصل إلى الملكوت الأعلى في أقرب زمن، كما أن الاحتراق هو تخليص للروح من غلاف الجسم تخليصاً تاماً .
- عندما تتخلص الروح وتصعد يكون أمامها ثلاثة عوالم:
1. إما العالم الأعلى: عالم الملائكة.
2. وإما عالم الناس: مقر الآدميين بالحلول.
3. وإما عالم جهنم: وهذا لمرتكبي الخطايا والذنوب.
  - ليس هناك جهنم واحدة، بل لكل أصحاب ذنب جهنم خاصة بهم.
  - البعث في العالم الآخر إنما هو للأرواح لا للأجساد.
  - المرأة التي يموت عنها زوجها لا تتزوج بعده، بل تعيش في شقاء دائم، وتكون موضعاً للإهانات والتجريح، وتكون في مرتبة أقل من مرتبة الخادم، ولذلك قد تحرق المرأة نفسها إثر وفاة زوجها تفادياً للعذاب المتوقع الذي ستعيش فيه، وقد حرم القانون هذا الإجراء في الهند الحديثة.

### تناسخ الأرواح
تقول الهندوسية بالتناسخ استناداً إلى ما قدمت النفس من عمل (كرم), فإذا مات الجسد، خرجت منه الروح لتحلّ في جسد آخر جزاء على ما قدمت من عمل، تبلغ أجناس الحياة ثمانية ملايين و400 ألف تتناسخ فيها النفوس، تنتقل روح الإنسان السعيد إلى جسم سعيد بعد موت الجسم الأول، وليس بالضرورة انتقال الروح إلى إنسان آخر، فقد تنتقل الروح إلى حيوان أو حشرة.وهي ديانة تحرم أكل اللحوم.

### هدف الحياة الإنسانية

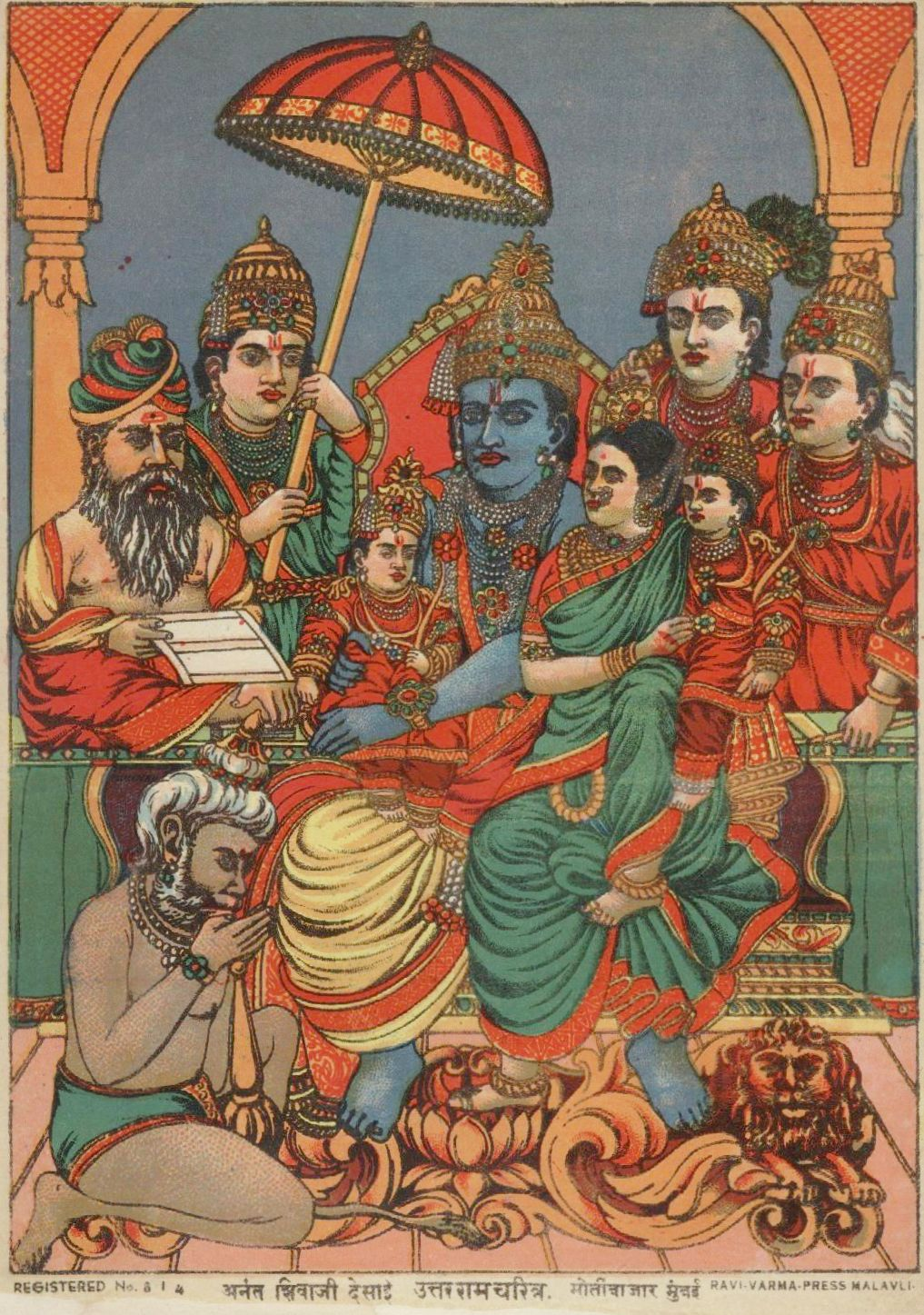
من رامايانا

### اليوجا
على أية طريقة يعرف بها الهندوس الهدف من الحياة إلى أن هناك طريق عدة (يوجات) قام بتعليمها الحكماء كي يصل الفرد إلى هذه الغاية. ومن ضمن المخطوطات المكرسة لليوجا مخطوطة البهاغافاد غيتا، يوجا سوترا، هاثا يوجا، براديبيكا، وبالطبع المرجع الأساسي التاريخي الفلسفي الأوبانيشاد.
ومن الطرق التي يتبعها الفرد ليصل للهدف الروحي للحياة (موكشا، سامادهي، أو نيرفانا) هي:
- بهاجتي يوجا (طريق الحب والإخلاص)
- كارما يوجا (طريق العقل أو الفعل الصحيح)
- راجا يوجا أو الطريقة الملكية (طريق التأمل)
- جينيانا يوجا (طريق الحكمة)[63]

### المعجزات والتحكم في الطبيعة
النصوص الهندوسية مثل اليوغا سوترا لباتانجالي، والبهاغافاد غيتا، والپورانات تتحدث عن أن اليوغيين والريشيين (الحكماء)، إذا بلغوا مراحل متقدمة جدًا من الصفاء العقلي والروحي، يمكن أن يمتلكوا قدرات خارقة تُسمى: "سيدهيس" (Siddhis) = القوى الروحية الخارقة وهي مرتبطة بعقيدة وحدة الوجود؛ فالإنسان يمكنه التحكم في عناصر الطبيعة بعقله فقط عبر التأمل وإدراك وهم الإنفصال ومن أمثلة القوي الروحية الخارقة التي يمكن أن يحصل عليها الشخص:
التحكم بالعناصر الطبيعية (الهواء، النار، الماء...).
المشي على الماء.
الطيران أو التنقل الفوري.
قراءة الأفكار.
شفاء الأمراض.
التحكم في الأشخاص روحيا لجلب المنفعة له أو للإيذاء
الإختفاء أو التصغير والتكبير الجسدي (Anima, Mahima... إلخ).
وقد أستخدمت تلك القدرات الخارقة بحسب التقاليد والنصوص الهندوسية في السحر، التعاويذ، وجلب النفع عبر السيطرة علي عناصر الطبيعة، والسيطرة علي الأشخاص روحيا ونفسيا أو حتي ايذائهم عن بعد أميال، والقدرات الخارقة (سيدهيس) ليست حكرًا على البراهمة كطبقة اجتماعية، بل على كل شخص يؤمن بوحدة الوجود والتحرر من الجهل وتحقيق (الموكشا) أي التحرر من الوهم الدنيوي المبني علي وهم الإنفصال، ويسلك طريق الانضباط الروحي، واليوغا، والتأمل الخالص فتنص البهاغافاد غيتا «اليوغي السامي يرى كل الكائنات في نفسه ونفسه فيهم.». كما يُظهر كريشنا "روحه الكونية" (Vishvarupa) بتحكم كامل بالطبيعة والعالم، مما يرمز لقوة الإله و"من يتحد به".
في النصوص الهندوسية، هناك محاربون (كشاتريا)، ونساء، وأشخاص من طبقات دنيا وحتى من غير الهنود، نالوا قوى روحية عظيمة، إذا اعتقدوا بوحدة الوجود وإدراك وهم الإنفصال، ومارسوا التقشف (تاباسيا)، والعبادة العميقة.
لكن هذه القدرات رغم كونها مفيدة جدا ونافعة لأنها تحقق الأمنيات والمعجزات والمكانة الروحية لدي الناس. لكنها ليست هدفًا في الهندوسية بحد ذاتها، بل مشتتات في طريق التنوير، حسب اليوغا سوترا: «قد تأتي السيدهيس، لكن لا تتعلق بها، لأنها تعيق التحرر»

## العبادات

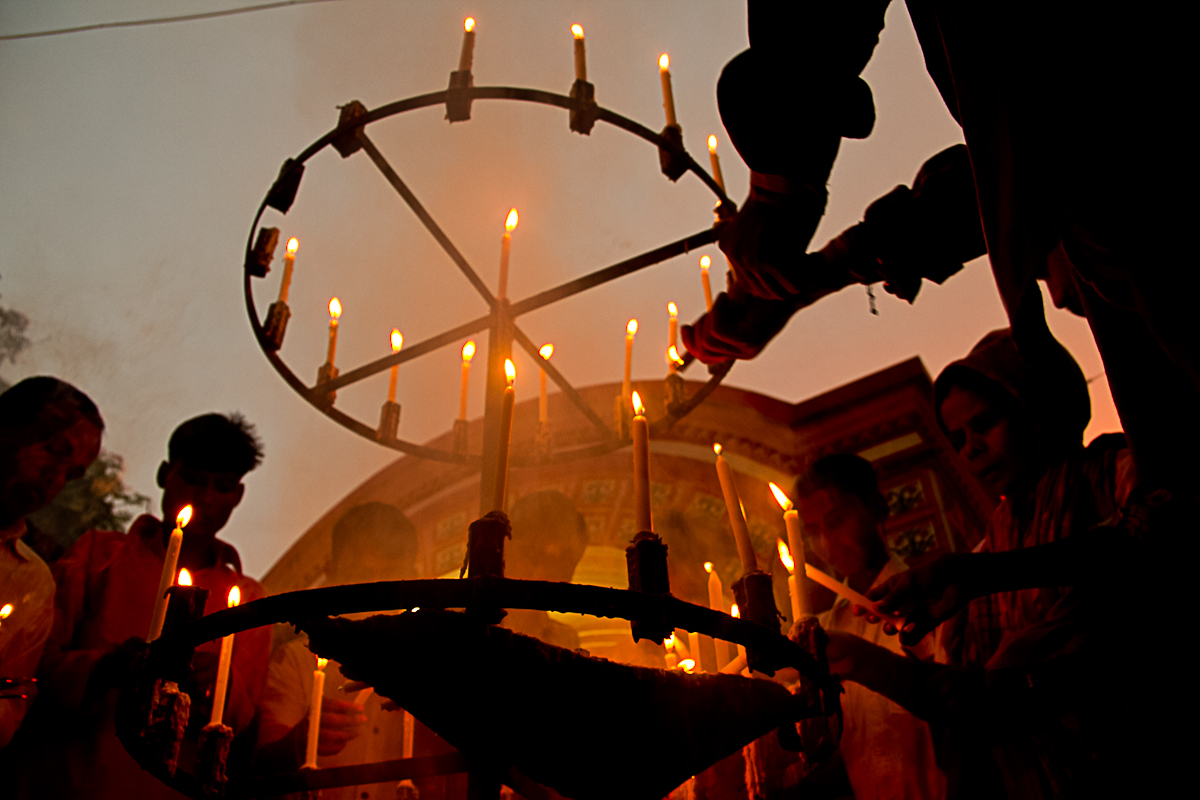
إيقاد شمعة دينية هندوسية ووضعها في معبد لوكناث لتحقيق أمنياتهم.

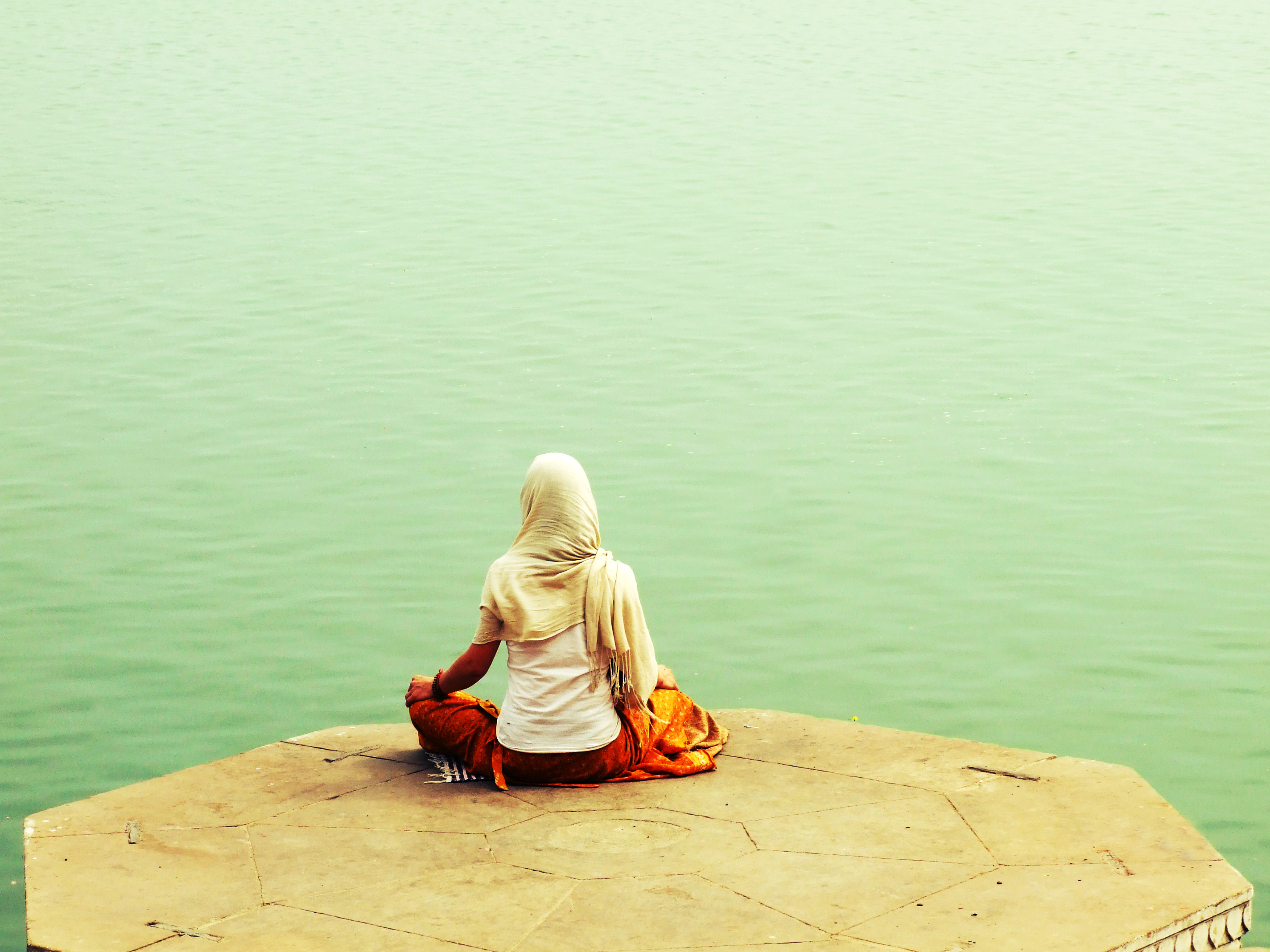
فتاة هندوسية تمارس اليوجا، تُعد اليوجا إحدى العبادات والطقوس الهندوسية للتواصل مع الألهة.

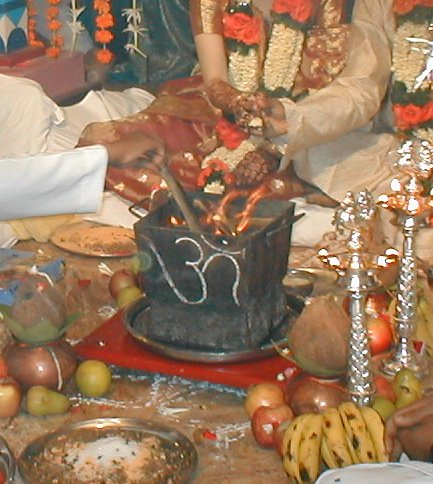
قرابين للإله آجني أثناء الفيفاههوما، بأحد الأفراح الهندوسية

يمارس الهندوس العديد من الصلوات سواء للإلهة أو التماثيل أو الحيوانات كالبقر والقرود والفئران وغيرهم، وكذلك تقديم القرابين للأوثان خصوصا في المناسبات والاحتفالات الدينية.

### الحج

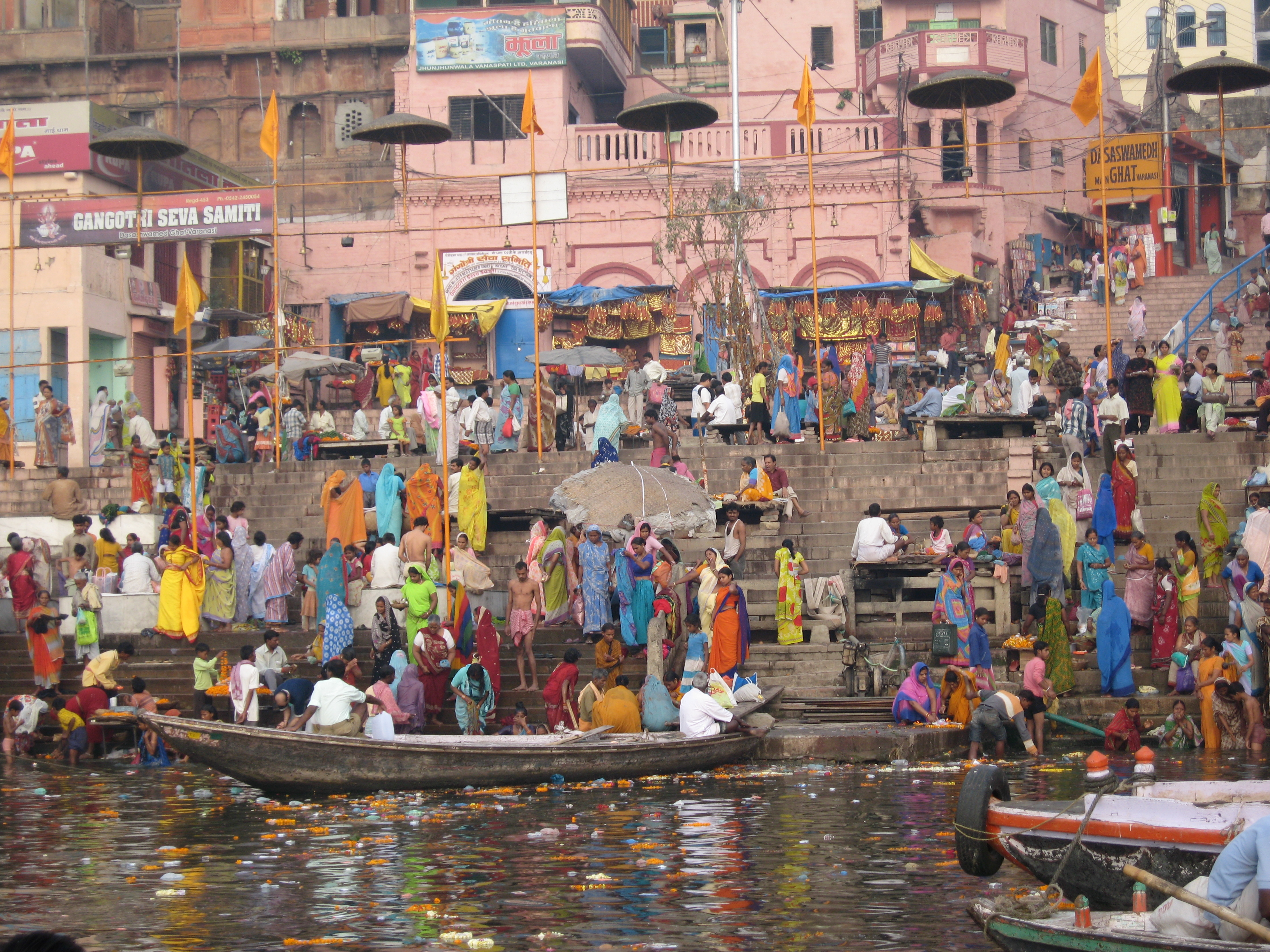
الحجاج الهندوس يستحمون في نهر الغانج المقدس.

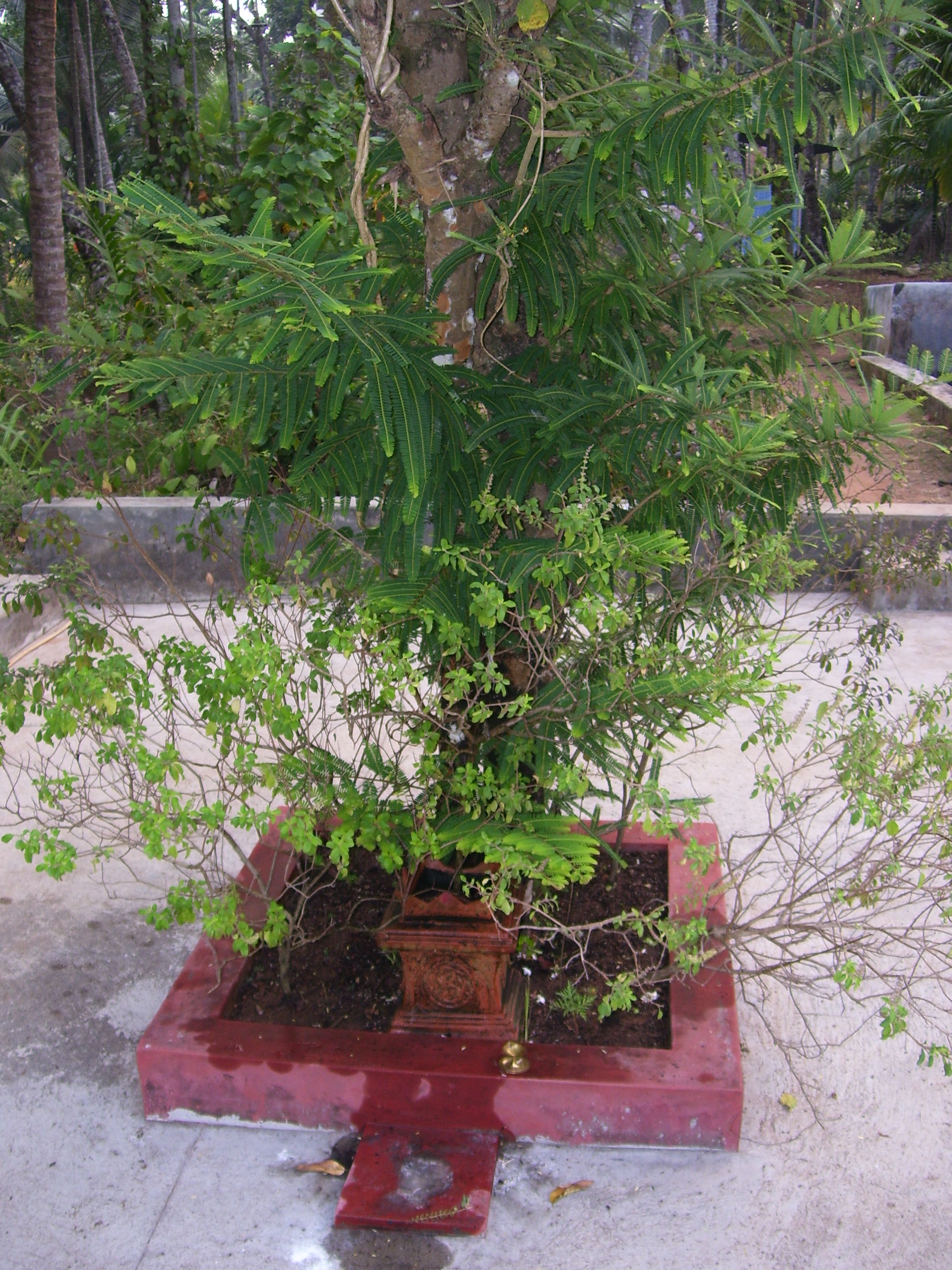
نبات التولسي المقدس أمام أحد البيوت

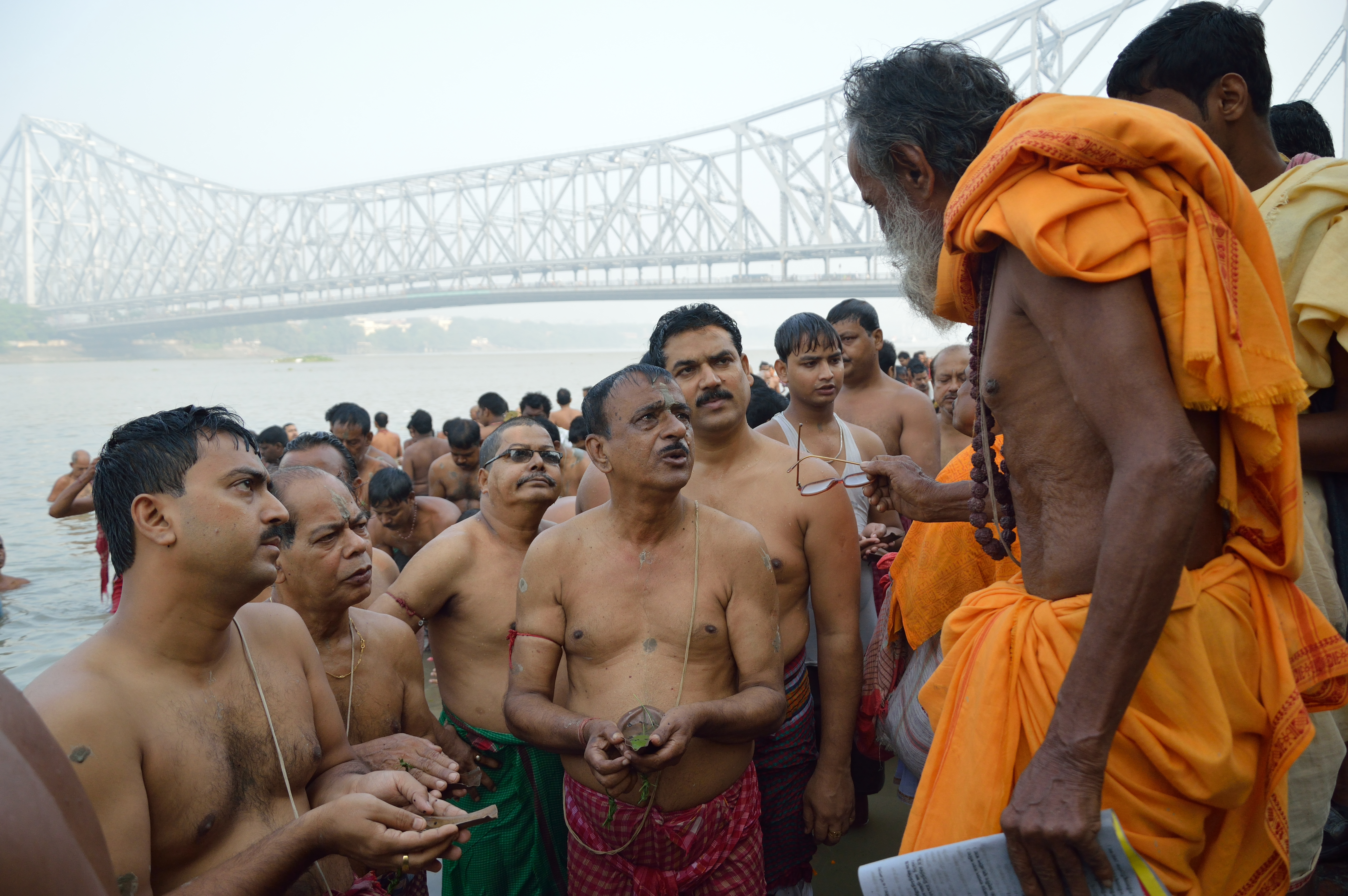
سر تقديم مياه الشرب إلى الرجل يقدمه راهب هندوسي.

يحج الهندوس أربع مرات كل 12 سنة إلي نهر الجانج المقدس. ويتنقلون بين أربعة مواقع. ولمرة واحدة كل 12 سنة يحدث كومبه ميلا عظيم في مدينة الله آباد ويحضره 25 مليون هندوسي.

## الأعياد

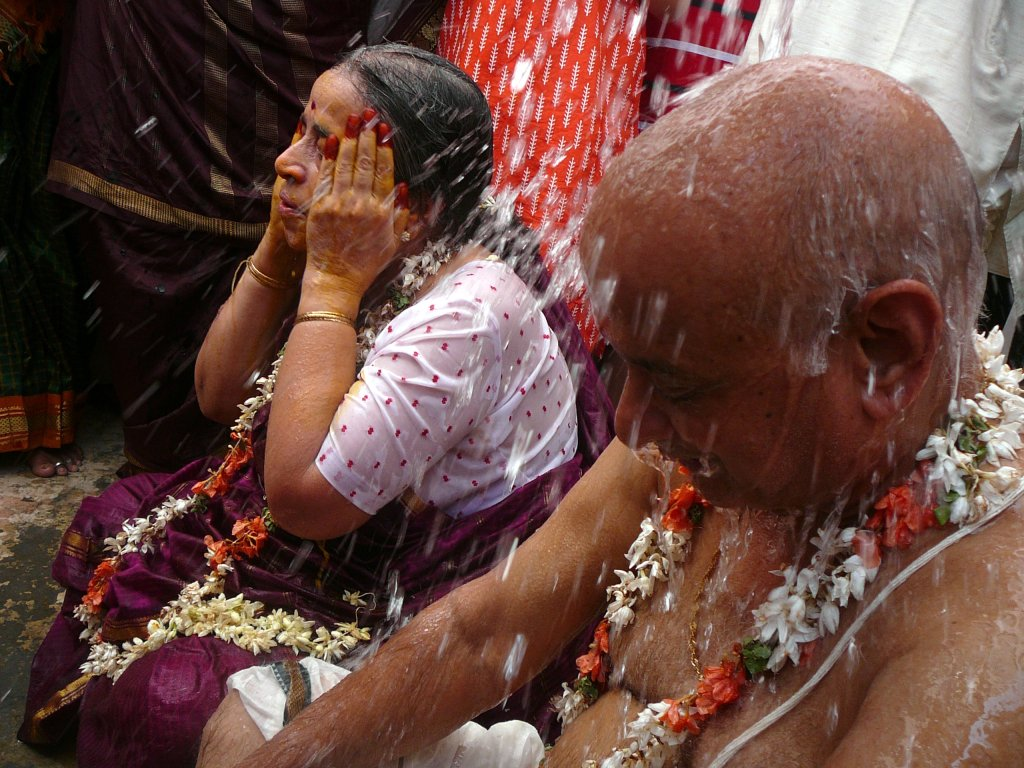
يُبارك الزوجان أنفسهما بالماء في حفل إعادة زواجهما (تجديد النذور).

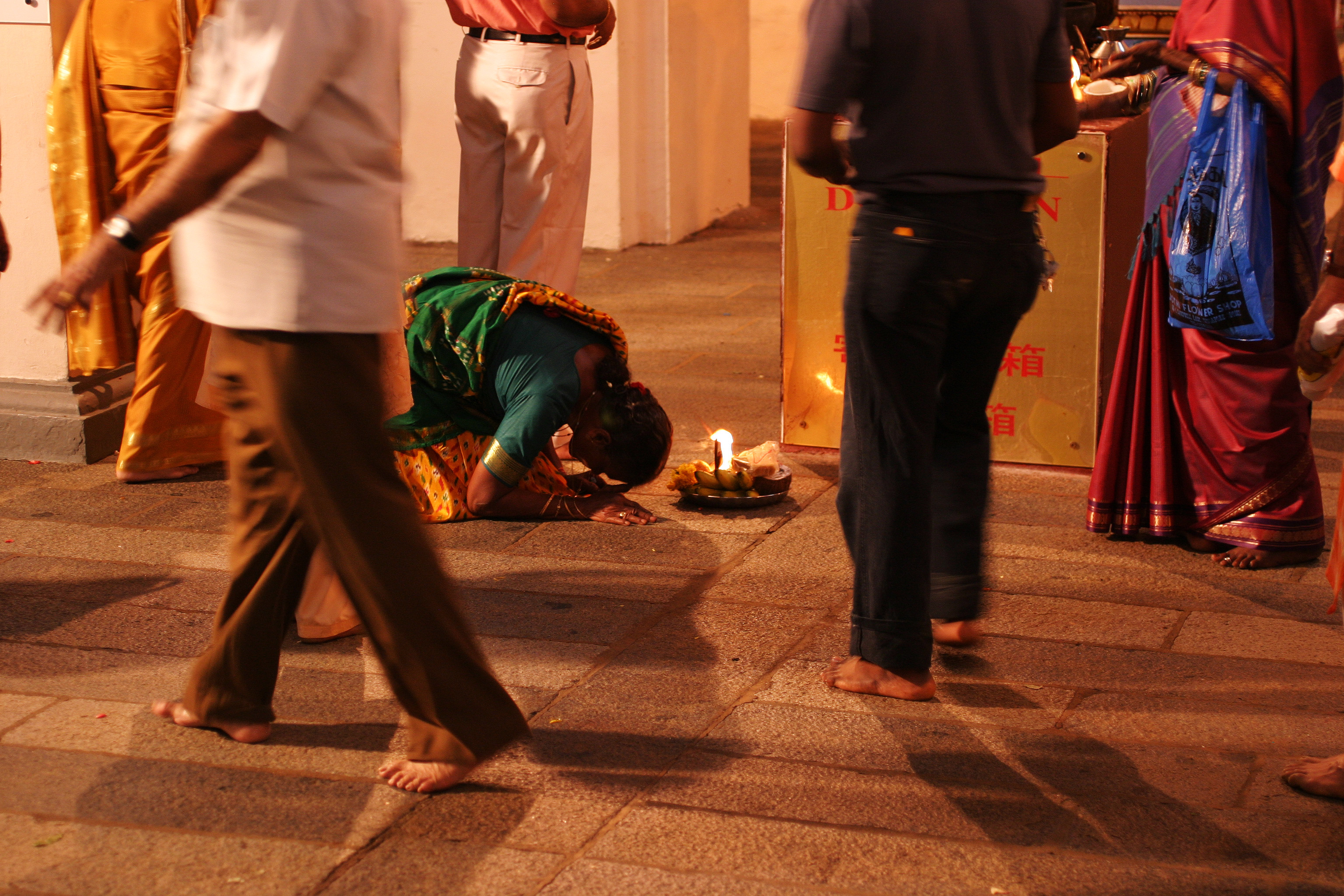
إمراة هندوسية تصلي بالمعبد بعد تقديم قربانها خلال مهرجان المشي على النار في سنغافورة.

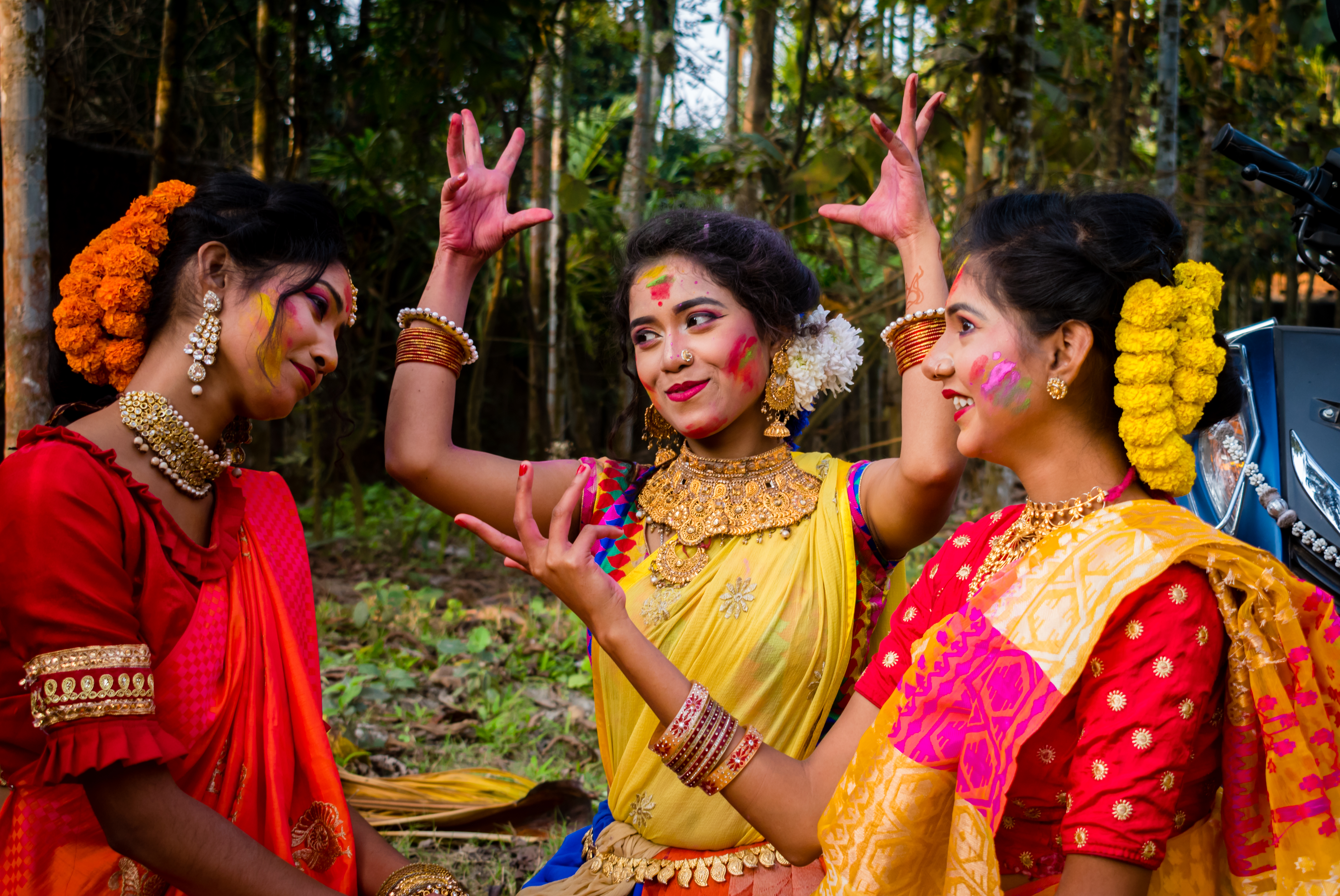
مهرجان الألوان في الهند.

يحتفل الهندوس بالعديد من الأعياد ومنهم:
- راكشا باندهان
- هولي : مهرجان الألوان
- عيد تجديد النذور: يقام في عيد ميلاد الزوج الستين تقريبًا.
- مهرجان المشي علي النار.

## ديموغرافيا

إنتشار الهندوسية حول العالم.

لا غرابة في تمركز أكبر نسبة من الهندوس في شبه القارة الهندية حيث نشأت الهندوسية، ولا غرابة بوجود أتباع للهندوسية في المناطق المجاورة للهند كنيبال وجزيرة بالي في اندونيسيا، ولكن توجد الهندوسية في أماكن بعيدة جغرافياً عن الهند، وربما يعزى السبب لهجرة الهنود لهذه الدول. نجد الهندوسية في جنوب أفريقيا (1.2 مليون)، المملكة المتّحدة (1.2 مليون)، كندا (0.7 مليون)، هولندا (0.4 مليون)، سورينام (أمريكا اللاتينية 0.2 مليون)، جمهورية جويانا (أمريكا اللاتينية (0.4 مليون)، الولايات المتحدة (1,478,670)Hinduism in the United States
واستُحدثت طبقة خامسة سببت الإزعاج للحكومة الهندية وقامت الحكومة الهندية رسمياً بإلغاء هذه الطبقة في عام 1950. ونذكر هذه الطبقات الأربع ابتداءً من الأعلى ونزولاً إلى أوطاها حسب التقسيم الطبقي الهندوسي. الطبقة البيضاء، أو طبقة «البراهمنة» والتي ينتمي إليها رجال الدين العلماء، طبقة «الكاشترييا»، أو ما يعرف بالطبقة الحمراء وتشمل الأمراء الفرسان، الطبقة الصفراء «الفيشيا» وتشمل المزارعين والتجار، طبقة «الشودرا»، أو الطبقة السوداء وتشمل أهل الحرف اليدوية والصناعة. أمّا بالنسبة للطبقة الخامسة (باريان)، أو ما يعرف بطبقة الأنجاس فتشمل أهل الحرف المتدنّية وتتكون هذه الحرف من حفّاري القبور وعمال نظافة دورات المياه وخلافه من أعمال النظافة.

## المجتمع

### أهيمسا، النباتية، وعادات غذائية أخرى
يؤيد الهندوسي ممارسة الأهيمسا (عدم العنف)، واحترام كل أشكال الحياة لأنه يعتقد أن الله يتغلغل في كل المخلوقات متضمنة النباتات والحيوانات. ولقد ظهرت كلمة أهيمسا لأول مرة في الأوبانيشاد ملحمة مهابهاراتا، والأهيمسا هي أول الياماسات الخمسة (عهود ظبط النفس) في أحكام يوجا باتاناجالي، وهي أول مبدأ لكل عضو في الفارنا (برهمن، كشاتريا، فيشيا، شودرا) في قانون مانو (مانّو سمرتي) (كتاب 10، حكمة 63، أهيمسا، ساتيا، أستيا، شوكام، إندريانيجراها، وهي تقريباً شبيهة بالمبادئ الأساسية للجاينية.
ووفقاً للأهيمسا أنّ الكثير من الهندوس نباتيون احترامًا للأشكال الأعلى للحياة، ويقدر عدد النباتيون المعتمدون على منتجات الألبان في الهند (بما فيهم معتنقوا الديانات الأخرى) بحوالي 20% إلى 42%.
وتتنوع العادات الغذائية وفقاً للتجمع أو المنطقة، بعض الطوائف لديها عدد نبانيين أقل وسَكَنة السَّواحِلِ يعتمدون على الأسماك، والبعض يتجنب

### الهندوسية
- الإلحاد في الهندوسية
- نقد الهندوسية
- الهندوس
- التقويم الهندوسي
- الطوائف الهندوسية
- الأساطير الهندوسية
- حركات الإصلاح الهندوسية
- الهندوسية حسب الدولة
- جاجران
- قائمة بالمعابد الهندوسية
- قائمة بأبرز الشخصيات الهندوسية
- قائمة بالمتحولين إلى الهندوسية
- الخطوط العريضة للهندوسية

### ديانات ونظم مشابهة
- يافالي
- يافالي و الهندوسية
- البوذية
- البوذية و الهندوسية
- المسيحية و الهندوسية
- فلسفة شرقية
- فلسفة هندوسية
- الهندوسية والديانات الأخرى
- الهندوسية والسيخية
- الديانات الهندية
- الإسلام و الهندوسية
- جاينية
- ديانة الهنود الأوروبيين البدائيين
- ديانة الهنود الإيرانيين البدائيين
- السيخية
- زرادشتية

## مزيد من المعلومات
- King, Richard. "Orientalism and the modern myth of" Hinduism"." Numen 46.2 (1999): 146-185.
- Frykenberg, Robert Eric. "Constructions of Hinduism at the Nexus of History and Religion." The Journal of interdisciplinary history 23.3 (1993): 523-550.
- Ranganathan, Shyam. "Hinduism, Belief and the Colonial Invention of Religion: A before and after Comparison." Religions 13.10 (2022): 891.
- Oddie, Geoffrey A. "The Emergence and Significance of the term" Hinduism." Hinduism in India: Modern and Contemporary Movements 8 (2016).
- Sinha, Vineeta. "Unpacking the Labels" Hindu" and" Hinduism" in Singapore." Asian Journal of Social Science 25.2 (1997): 139-160.